# Gengenbach
Gengenbach ist eine Stadt im Ortenaukreis in Baden-Württemberg und eine ehemalige Reichsstadt. Sie liegt im vorderen Kinzigtal im Schwarzwald, etwa 10 Kilometer südöstlich von Offenburg. Mit den Nachbargemeinden Ohlsbach und Berghaupten hat die Stadt eine Verwaltungsgemeinschaft vereinbart.

## Geographie

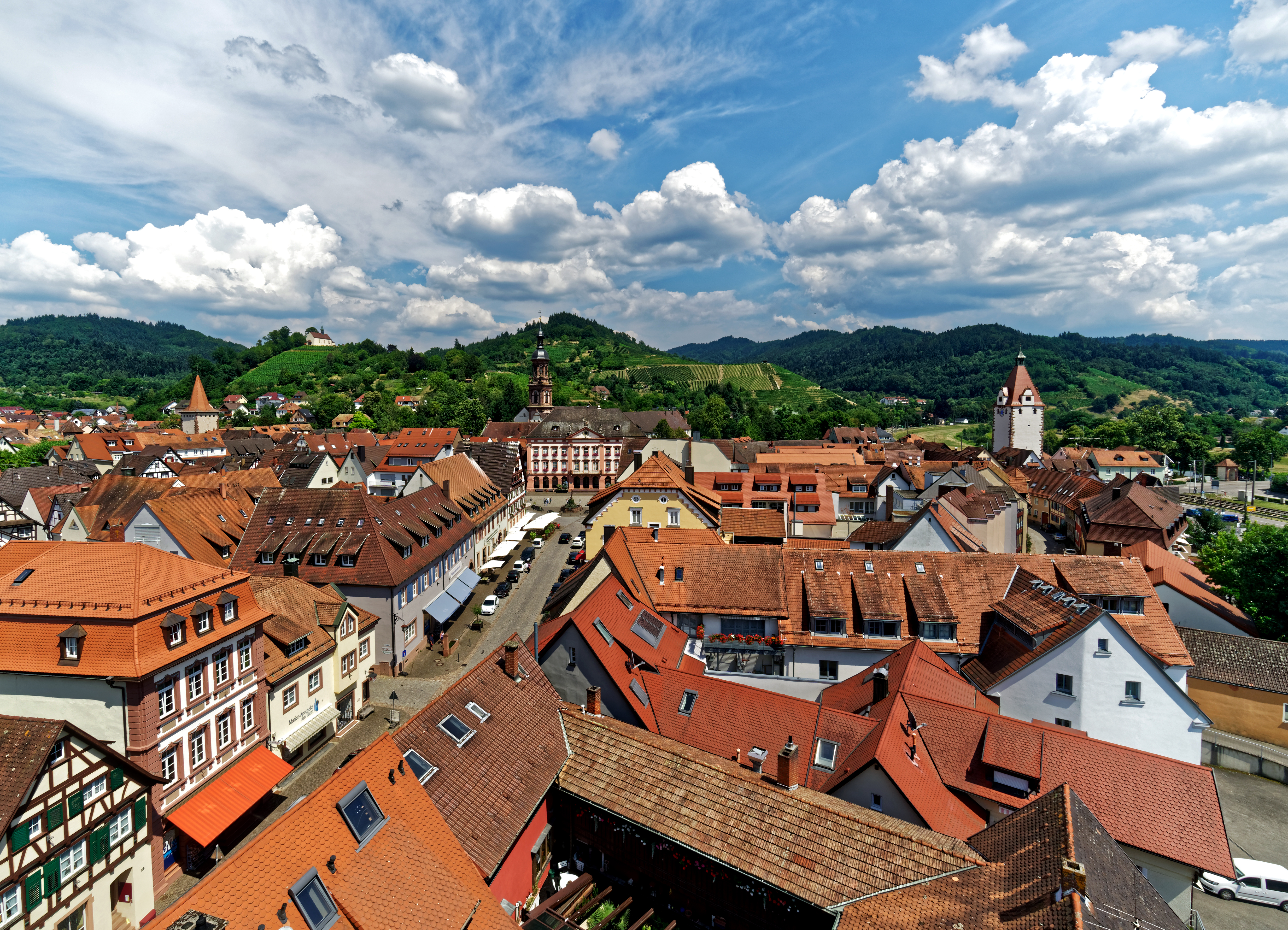
Blick vom Niggelturm auf Gengenbach

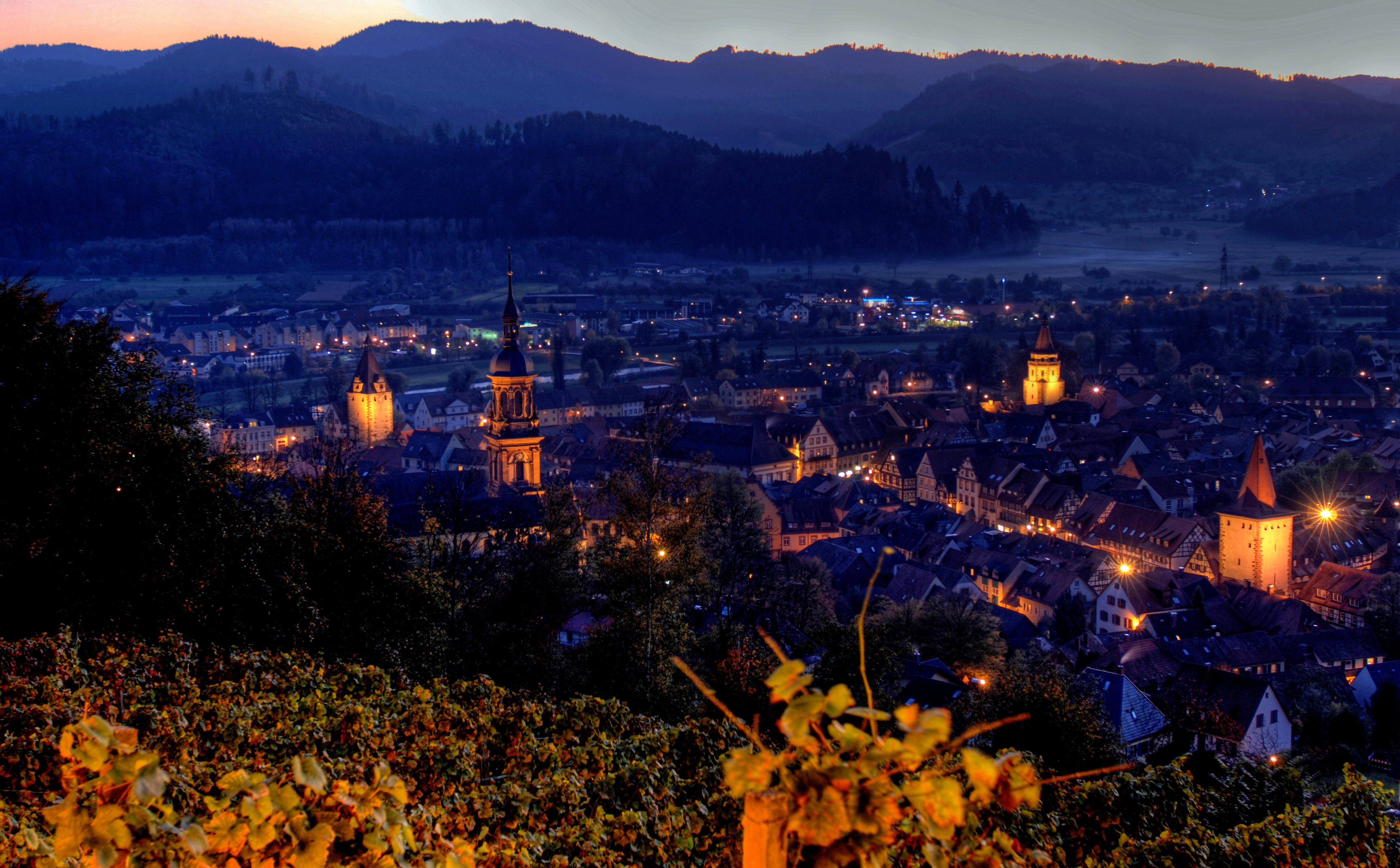
Gengenbach bei Nacht

### Geographische Lage
Gengenbach liegt an der Kinzig im vorderen Kinzigtal auf 175 Meter über NHN im Nordwesten des Mittleren Schwarzwaldes. Der nördlichste Teil der Gemarkung gehört zum nördlichen Talschwarzwald. Der höchste Punkt der Gemarkung ist der Siedigkopf mit 877 Meter Höhe. Durch den Ort fließt die Haigerach, die hier in die Kinzig mündet. Mit allen Ortsteilen zusammen ist Gengenbach 61,9 km² groß; die Gemarkung Gengenbach ist mit 653,25 ha jedoch deutlich kleiner als die Gemarkungen der Ortsteile Reichenbach (2763,97 ha), Bermersbach (1428,78 ha) und Schwaibach (1338,85 ha).

### Nachbargemeinden
An Gengenbach grenzen im Norden die Gemeinden Durbach und Oberkirch, im Osten die Gemeinde Nordrach und im Südosten die Stadt Zell am Harmersbach; im Süden grenzt die Gemeinde Biberach, im Südwesten die Gemeinde Friesenheim und im Westen die Gemeinden Hohberg, Berghaupten und Ohlsbach. Die Gemarkung von Gengenbach grenzt hingegen nur an die Gemarkungen der Ortsteile Reichenbach, Bermersbach und Schwaibach und an die Nachbargemeinde Berghaupten.

### Stadtgliederung

#### Gengenbach
Die Kernstadt Gengenbach liegt im Kinzigtal zwischen Offenburg und Biberach an der B 33. Auf der 653,25 Hektar großen Gemarkung leben 6820 Einwohner (Stand: 2022). Das Wappen von Gengenbach zeigt auf silbernem Untergrund einen rotbezungten, schwarzen Adler, belegt mit einem roten Herzschild und darin einen gekrümmten silbernen Gangfisch. Zur Stadt Gengenbach gehört der Wohnplatz Einach, und in die Stadt aufgegangen sind die Ortschaften Brückenhäuser und Castelberg.
- Koordinaten: 48° 24′ N, 8° 1′ O

#### Reichenbach
Reichenbach, mit 1925 Einwohnern (Stand: 2021) der größte Ortsteil, zieht sich am gleichnamigen Tal entlang und ist stark durch Schwarzwaldhöfe geprägt. Die Gemarkungsfläche von 2763,97 Hektar – fast die Hälfte der Gesamtgemeinde Gengenbachs – besteht zu über 60 Prozent aus Wald. Das Wappen von Reichenbach zeigt in Blau aus dem Unterrand wachsend der silbern gekleidete, golden nimbierte heilige Petrus, in der Linken vor seiner Brust einen schrägen roten Schlüssel haltend. Am 1. Januar 1975 wurde Reichenbach eingemeindet. Zur ehemaligen Gemeinde Reichenbach gehören das Dorf Reichenbach, die Höfe Binzmatte, Haigerach, Höllhof, Hohgrund, Mittelbach, Mooshof, Pfaffenbach, Schlehwald, Schwärzenbach und Sondersbach und die Wohnplätze Gaishut und Sägmühle. In Reichenbach aufgegangen sind die Ortschaften Grube und Schnaiberg.
- Koordinaten: 48° 26′ N, 8° 3′ O

#### Schwaibach
Schwaibach liegt südlich von Gengenbach. Der Ortsteil hat keinen baulichen Mittelpunkt, da sich die Ortschaft aus Weilern und Einzelhöfen zusammensetzt. Mit 932 Einwohnern (Stand: 2021) auf einer Gemarkungsfläche von 1338,85 Hektar ist Schwaibach stark durch alleinstehende Schwarzwald-Bauernhöfe geprägt. Das sprechende Wappen zeigt in gespaltenem Schild vorne in Silber ein halber, golden bewehrter, rot bezungter schwarzer Adler am Spalt, hinten in Blau ein aus dem Unterrand emporkommender goldener Abtsstab mit silbernem Sudarium. Am 1. November 1971 wurde Schwaibach eingemeindet. Zur ehemaligen Gemeinde Schwaibach gehören die Höfe Schwaibach, Dantersbach und Hüttersbach und die Weiler Bergach und Schönberg, zudem die abgegangene Ortschaft Hetzental.
- Koordinaten: 48° 23′ N, 8° 3′ O

#### Bermersbach
Bermersbach liegt südöstlich von Gengenbach. Der Ortsteil ist eine Viertälerortschaft und besteht aus den Tälern Wingerbach, Bermersbach, Strohbach und Fußbach. Die vier Täler sind stark von Schwarzwälder Bauernhöfen geprägt. 2021 zählte Bermersbach 1617 Einwohner. Die Gemarkungsfläche beträgt 1428,78 Hektar und ist somit nach Gengenbach die kleinste Gemarkung. Das Wappen zeigt in Silber ein blauer Wellenschrägbalken, beiderseits begleitet von je einem liegenden grünen Rebzweig mit einer blauen Traube und einem grünen Blatt. Am 1. Januar 1975 wurde Bermersbach eingemeindet. Zur ehemaligen Gemeinde Bermersbach gehören die Höfe Bermersbach, das Dorf Fußbach mit dem Brandenhof, den Gehrenhöfen, das Dorf Strohbach mit dem Strohhof und der Weiler Wingerbach. In Bermersbach aufgegangen sind die Ortschaften Beigern und Bransbach.
- Koordinaten: 48° 22′ N, 8° 0′ O

## Geschichte

### Ursprung der Ansiedlung und Entwicklung zur Stadt
Eine Siedlung im Stadtgebiet in der Römerzeit ist durch einen 1974 entdeckten und im 2. Jahrhundert n. Chr. betriebenen Ziegelbrennofen belegt, der wahrscheinlich zu einem römischen Gutshof gehörte.
Im Umfeld des Benediktinerklosters Gengenbach bildete sich aus einer bäuerlichen Ansiedlung mit grundherrschaftlichem Markt im Verlauf des hohen Mittelalters die Stadt Gengenbach aus. Zu 1231 ist das opidum Gengenbach erstmals belegt.

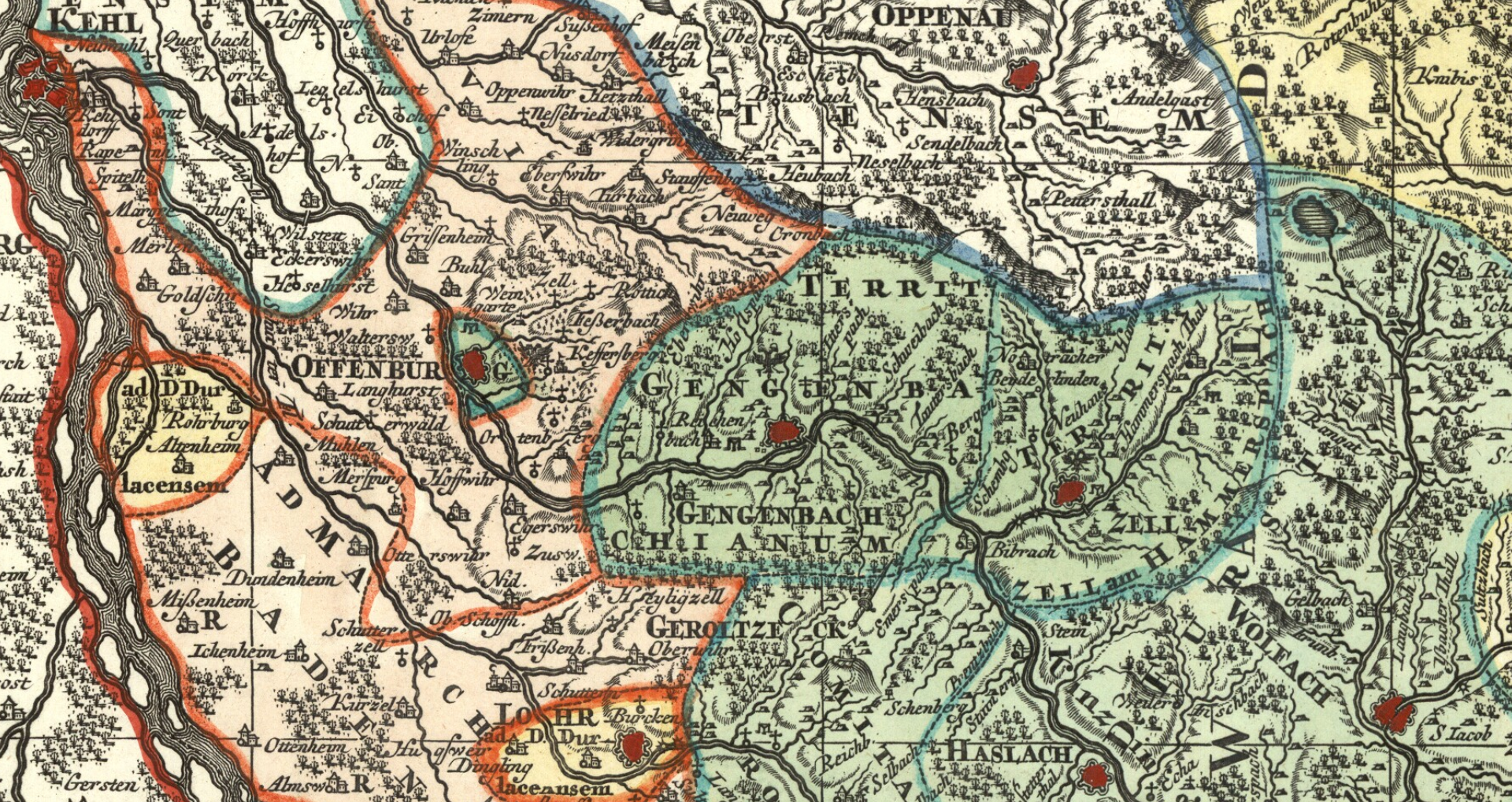
Karte der Reichsstadt Gengenbach im 18. Jahrhundert

### Reichsstadt
1366 wurde Gengenbach Reichsstadt. Das reichsstädtische Territorium umfasste die Dörfer Reichenbach, Schwaibach, Ohlsbach und Bermersbach als „Landstäbe“. Seit 1500 gehörte der Ort zum Schwäbischen Reichskreis. Pfarrkirche war bis 1803 die Martinskirche außerhalb des Mauerrings, von dem Schwedenturm, Obertor, Kinzigtor und Niggelturm (14. bis 16. Jahrhundert) erhalten geblieben sind.
Im Dreißigjährigen Krieg wurde die Stadt bei zwei Belagerungen 1634 und 1643 verwüstet. Am 1. März 1643 wurde in der Nähe der Stadt eine reitende Abteilung der in französischen Diensten stehenden Weimarer Armee gesichtet. Selbiger Reitertrupp wurde von einer von Offenburg kommenden 100 Mann starken Kavallerie-Einheit (unter Oberstleutnant Beysinger) das Kinzigtal hinauf bis kurz vor Haslach gejagt. In Haslach lagerte allerdings eine andere Abteilung der Weimarischen Armee. Diese nahm die 100 Mann Beysingers gefangen, während Letzterer entkommen konnte.
Am 2. März 1643 begann eine ca. 1000 Mann starke Kavallerieeinheit (unter Obrist Roßwurm) mit der Belagerung Gengenbachs. Am 3. März folgte der Rest der Armee unter dem Oberkommando des Generals Graf von Guébriant, welcher die Wehranlagen mit Artillerie beschießen ließ. Der General zwang den Kommandanten der Wehranlagen, Michael Schöffen, zum Abzug, der dies auch sofort tat, auf Grund einer Geiselnahme des Generals.
Als die 70 Soldaten Schöffels abgezogen waren, ließ Guébriant seine schottischen Söldner die Stadt plündern. Mehrere Türme und Abschnitte der Wehrmauer wurden gesprengt.
Während des Pfälzischen Erbfolgekrieges wurde die Stadt 1689 durch französische Truppen fast völlig zerstört. Im folgenden Jahrhundert blieb die Stadt von kriegerischen Verheerungen verschont und erlangte eine neue Blüte. In dieser Zeit entstanden große Teile des heutigen Stadtbilds, auch wenn 1789 ein Feuer in der Fastnachtszeit 50 Häuser zerstörte.

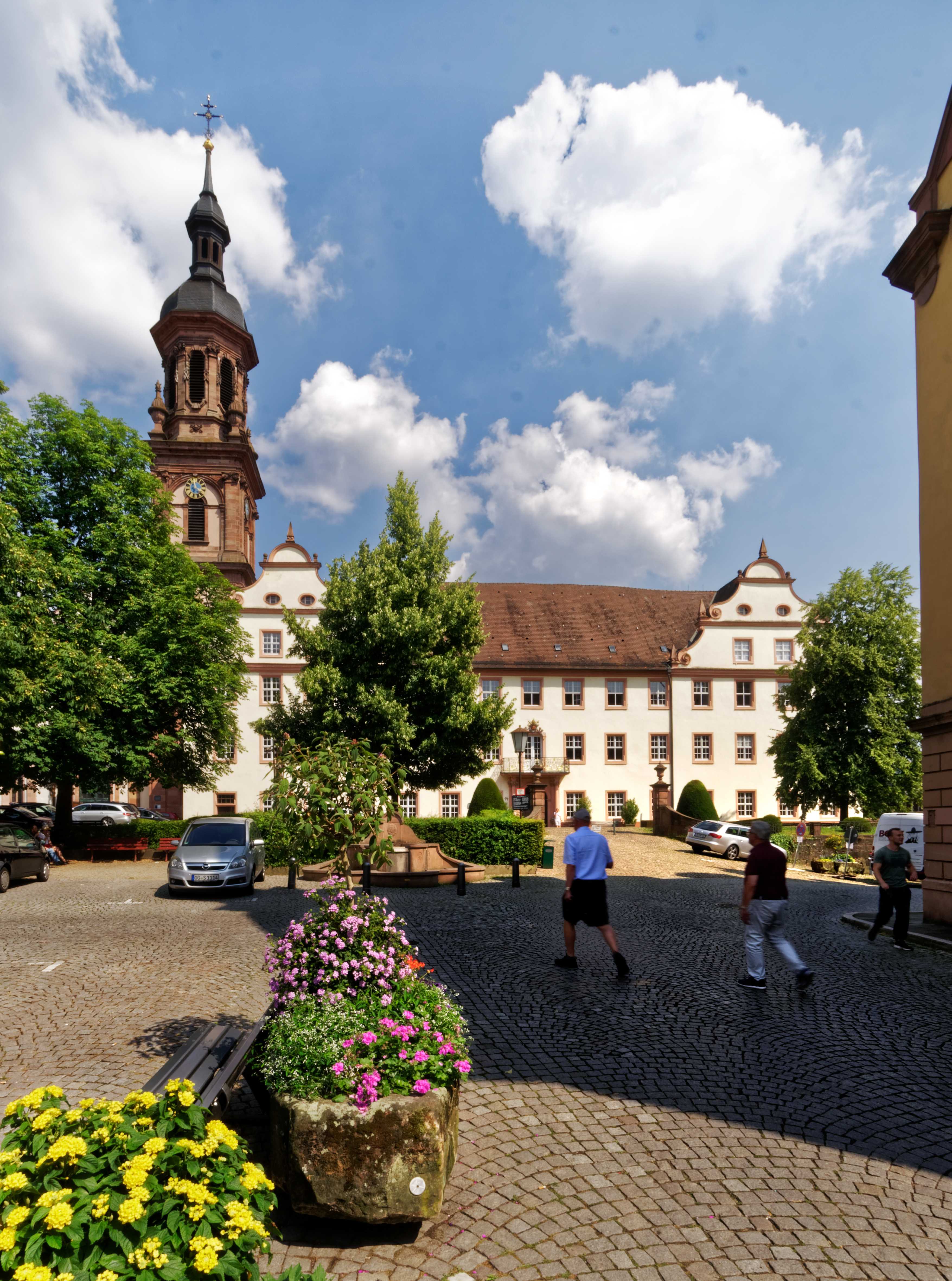
Stadtkirche von Gengenbach

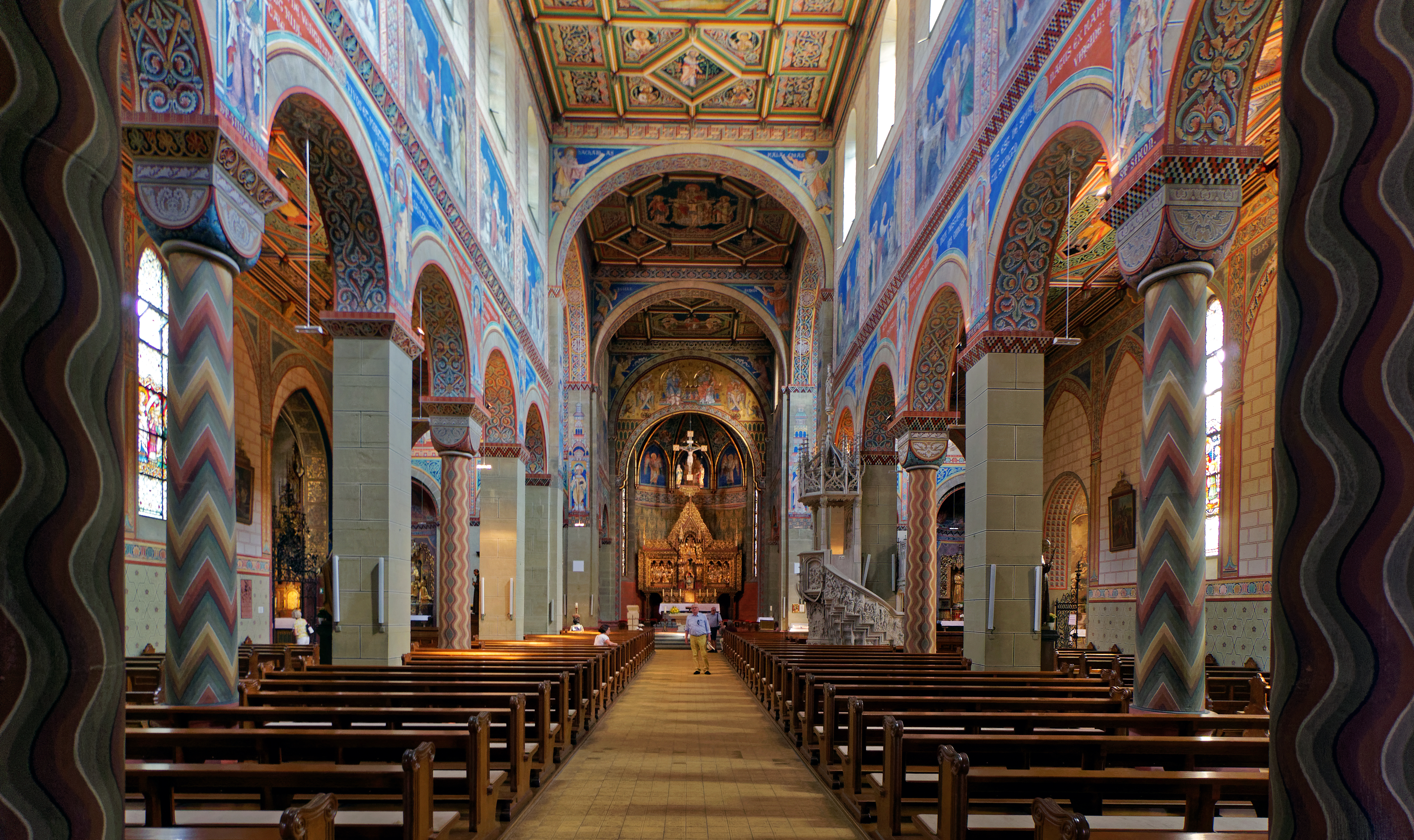
Blick in die Stadtkirche

### Mediatisierung bis heute
1803 wurde die Stadt dem Kurfürstentum Baden eingegliedert. Sie wurde zunächst Sitz des Amtes Gengenbach, das 1872 dem Bezirksamt Offenburg (ab 1939: Landkreis Offenburg) zugeschlagen wurde.
Am 17. Juni 1933 fand auf dem Marktplatz eine Bücherverbrennung statt. Durchgeführt wurde sie durch die Hitlerjugend, und verbrannt wurden Bücher und „Fahnen der marxistischen Partei“.
Seit 1973 gehört die Stadt zum Ortenaukreis.

### Demographie
Einwohnerzahlen nach dem jeweiligen Gebietsstand.
| Jahr | Einwohnerzahl |
| ---- | ------------- |
| 1814 | 1.842         |
| 1864 | 2.375         |
| 1913 | 3.226         |
| 1939 | 3.608         |
| 1961 | 5.874         |
| 1970 | 6.838         |
| 1979 | 11.299        |
| 2011 | 10.544        |
| 2022 | 11.056        |

## Politik

### Schultheiße und Bürgermeister

#### Schultheiße
- 1240–1264: Reimboldus (wahrscheinlich aus dem Geschlecht der Sweipach)
- 1265–1290: Johannes (vermutlich ebenfalls Sweipach)
- 1291–1305: Bertholdus, Ritter (sehr wahrscheinlich ebenfalls Sweipach)
- 1306–1330: Berthold Haberstroh
- 1331–1335: Johann, Ritter genannt von Sweipach
- 1336–1343: Hermann, Edelknecht vom Freihof Oberschopfheim
- 1344–1345: Johannes Sweipac, Ritter aus Schwaibach
- 1346–1353: Berthold von Grebern aus der freien Reichsstadt Zell
- 1354–1359: Berthold v. Schneyt aus Steinach
- 1360–1362: Johannes Sweipach aus Schwaibach
- 1363–1381: Wilhelm v. Büren, Edelknecht aus dem Elsaß, Bruder des gleichzeitigen Abtes
- 1382–1389: Michael
- 1390–1395: Reimbold v. Tunzenheim, zuvor Lehensmann auf Hohenberg (Durbach)
- 1396–1405: Cunz v. Bärenbach von der Bärenburg im Renchtal
- 1406–1427: Andreas Manegolt aus der Zeller Herrschaft
- 1428–1436: Junker Erasmus v. Harmersbach
- 1437–1442: Egnolf v. Waltstein von Fischerbach
- 1443–1460: Balthasar v. Wartenberg genannt v. Wildenstein, Berghaupten
- 1461–1469: Hans Stollen v. Staufenburg aus Durbach
- 1470–1476: Hans Meyger vom Fußbacher Freihof
- 1477–1482: Wilhelm von Landeck
- 1483–1490: Erasmus v. Harmersbach
- 1491–1496: Jacob Schawenburg aus dem Berghauptener Lehen
- 1497–1497: Obrecht v. Berwangen
- 1498–1498: Wolf Dietrich v. Hornberg, Schultheißen–Amtsverweser
- 1499–1519: Balthasar v. Brandeck vom Freihof in Ohlsbach
- 1520–1524: Trudbrecht v. Krotzingen
- 1525–1526: Gabriel Rebstoc aus einem Gengenbacher Geschlecht
- 1527–1549: Hans v. Hornberg (vom Freihof im Mittelbach)
- 1550–1556: Hans Marschalk v. Zimbern
- 1557–1572: Klaus Marschalk v. Zimbern
- 1573–1582: Junker Schöner v. Stubenbach
- 1583–1586: Hans Dietrich v. Hornberg (Sohn von Hans v. Hornberg)
- 1587–1592: Eberhart Holdermann v. Holderstein (Berghauptener Lehen)
- 1593–1597: Junker Balthasar v. Brandeck, Ohlsbacher Geschlecht
- 1598–1598: Hans Philipp v. Kippenheim
- 1599–1614: Junker Wolf Dietrich v. Hornberg
- 1615–1623: Johann Andreas Wurmbser v. Fendenheim, Meißenheimer Freihof
- 1624–1627: Wolf Dietrich v. Hornberg (Sohn von Hans Dietrich)
- 1628–1632: Joh. Pleyer von und zu Ramstein (aus Fußbach)
- 1633–1645: Junker Joh. Ludwig Wurmbser aus Gengenbach (Sohn von Johann Andreas)
- 1646–1653: Andreas Schaidt von Hornberg
- 1654–1661: Andreas Schnait aus der freien Reichsstadt Zell
- 1662–1667: Johann Erhard Kuelbronn, beider Rechte Doctor
- 1668–1678: Martinus Pistorius aus Gengenbach
- 1679–1685: Johann Konrad Bischler aus Gengenbach
- 1686–1693: Johann Bender aus Gengenbach
- 1694–1702: Georg Friedrich Dornblüch aus Gengenbach
- 1703–1704: Johann Bender aus Gengenbach
- 1705–1717: Georg Friedrich Dornblüth aus Gengenbach
- 1718–1720: Johannes Bender aus Gengenbach
- 1721–1739: Johann v. Bender aus Gengenbach
- 1740–1751: Joachim v. Bender aus Gengenbach
- 1752–1760: Johann v. Bender aus Gengenbach
- 1761–1770: Franz Karl Rienecker aus Offenburg
- 1771–1780: Anton Seger aus Gengenbach
- 1781–1785: Victor Kretz, Schultheißen–Amtsverwalter
- 1786–1806: Franz Anton Rienecker aus Gengenbach

(Quelle: )

#### Bürgermeister
- 1806–1810: Johann Peter Lienemann, Oberbürgermeister[16]
- 1810–1822: Leopold Wolf, Oberbürgermeister[17]
- 1822–1823: Karl Quintenz (Amtsverweser)
- 1823–1832: Matthias Usländer
- 1832–1838: Karl Schmidt
- 1838–1838: Georg Kretz (Amtsverweser)
- 1838–1845: Franz Wolf
- 1845–1848: Ferdinand Erhard
- 1848–1848: Franz Wolf
- 1848–1849: Gregor Ernst (Amtsverweser)
- 1849–1851: Franz Fidel Kaiser (Amtsverweser)
- 1851–1863: Eduard Stein
- 1863–1875: Franz Abel
- 1875–1878: Josef Wetterer
- 1878–1898: Josef Isenmann
- 1898–1921: August Herb
- 1921–1933: Eduard Mack (1884–1961)[18]
- 1933 (kommissarisch): Leo Ritter (NSDAP, Justizrat)[19]
- 1933–1939: Franz Geiger (NSDAP, 1890–1948; Blechnermeister, 1932–35 Ortsgruppenleiter der NSDAP Gengenbach)[20]
- 1939–1945: Anton Hägele (NSDAP, 1906–1967)[21]
- 1945–1945: Julius Bruder sen. (Amtsverweser)
- 1945–1946: Eduard Mack
- 1946–1971: Erhard Schrempp (CDU)
- 1971–1980: Otto Fellhauer (SPD, 1920–2003)
- 1980–1995: Jürgen Eggs (Freie Wähler, 1943–1995)[22]
- 1996–2011: Michael Roschach (CDU, 1943–2022)
- 2011–2024: Thorsten Erny (CDU, * 1969)[23]
- seit 2025: Sven Müller (CDU, * 1974)

### Gemeinderat
Die Kommunalwahlen in Baden-Württemberg 2024 führten in Gengenbach bei einer Wahlbeteiligung von 61,7 % (2019: 59,3 %) zu folgendem Ergebnis (mit Vergleichszahlen voriger Wahlen):
| Partei / Liste          | Stimmenanteil | Sitze |                  | Ergebnis 2019   | Ergebnis 2014 |
| CDU                     | 32,65 %       | 7     | 32,13 %, 7 Sitze | 41,0 %, 9 Sitze |               |
| Freie Wähler Gengenbach | 26,77 %       | 6     | 20,52 %, 5 Sitze | 15,5 %, 3 Sitze |               |
| Grüne Liste Gengenbach  | 24,29 %       | 5     | 32,80 %, 7 Sitze | 26,7 %, 6 Sitze |               |
| SPD                     | 16,30 %       | 4     | 14,54 %, 3 Sitze | 16,8 %, 4 Sitze |               |

### Jugendgemeinderat
Der Gengenbacher Jugendgemeinderat besteht seit 1990 und soll bei Angelegenheiten der Stadt Gengenbach, die Jugendliche betreffen, mitwirken und mitgestalten. 1988 kam die Idee zur Bildung eines Jugendgemeinderates aus einer 7. Klasse der Realschule. Im Jahr 1889 fand die erste Wahl statt und im Januar 1990 fand die erste konstituierende Sitzung im Ratssaal statt. Bis zur Satzungsänderung am 20. November 2023 bestand der Jugendgemeinderat aus 16 Jugendlichen aus Gengenbach. Seit der Wahl am 25. Januar 2024 besteht der Jugendgemeinderat nur noch aus 10 Mitgliedern, diese sind für je zwei Jahre gewählt. Der JGR Gengenbach wirkte bereits mehrfach bei der Stadtentwicklung mit, unter anderem bei Themen wie MuFu-Parks am Schulzentrum, Beleuchtung des Radweges zwischen Berghaupten und Ohlsbach, Renovierung des Jugendzentrum, Earth-Hour, Mitwirkung am Sommerferienprogramm, Gestaltung der Bahnunterführung mit Graffiti sowie der Veranstaltung von Jugendpartys, Konzerten und Sportveranstaltungen.

### Wappen
Beschreibung: „In Silber ein rotbezungter, schwarzer Adler, belegt mit einem roten Herzschild, darin ein gekrümmter silberner Gangfisch.“
Da Gengenbach eine freie Reichsstadt war, war sie berechtigt, den Reichsadler auf ihren Siegeln und Wappen zu tragen. Der Fisch erscheint zum ersten Mal auf einem Siegel im 13. Jahrhundert.
1505 genehmigte König Maximilian das beschriebene Wappen, welches den Adler mit dem Fisch vereinigte. Es hat sich seitdem grundsätzlich nicht geändert, außer dass die Hintergrundfarbe oft als Gold anstatt als Silber beschrieben wurde. Gold war die Farbe, die in Reichswappen benutzt wurde.

### Städtepartnerschaft
Die seit 1958 bestehende Städtepartnerschaft zwischen Gengenbach und Obernai im Elsass gilt als die älteste Städtepartnerschaft zwischen einer badischen und einer elsässischen Stadt. Die Partnerschaft kam durch Vermittlung des Pfarrers Fridolin Bigott sowie des damaligen Bürgermeisters von Obernai Marcel Gillmann und des damaligen Gengenbacher Bürgermeisters Erhard Schrempp zu Stande. Bürgermeister, Gemeinderat, Feuerwehrverein, Kirchengemeinden und -chöre, Schwarzwaldverein und Club Vosgien, musikalische Vereinigungen, Schulen und Kindergärten arbeiten eng zusammen. Seit 2010 gibt es den Freundeskreis der Partnerschaft zwischen Gengenbach und Obernai.
Ein Fahrzeug der Ortenau-S-Bahn trägt den Namen Gengenbach.

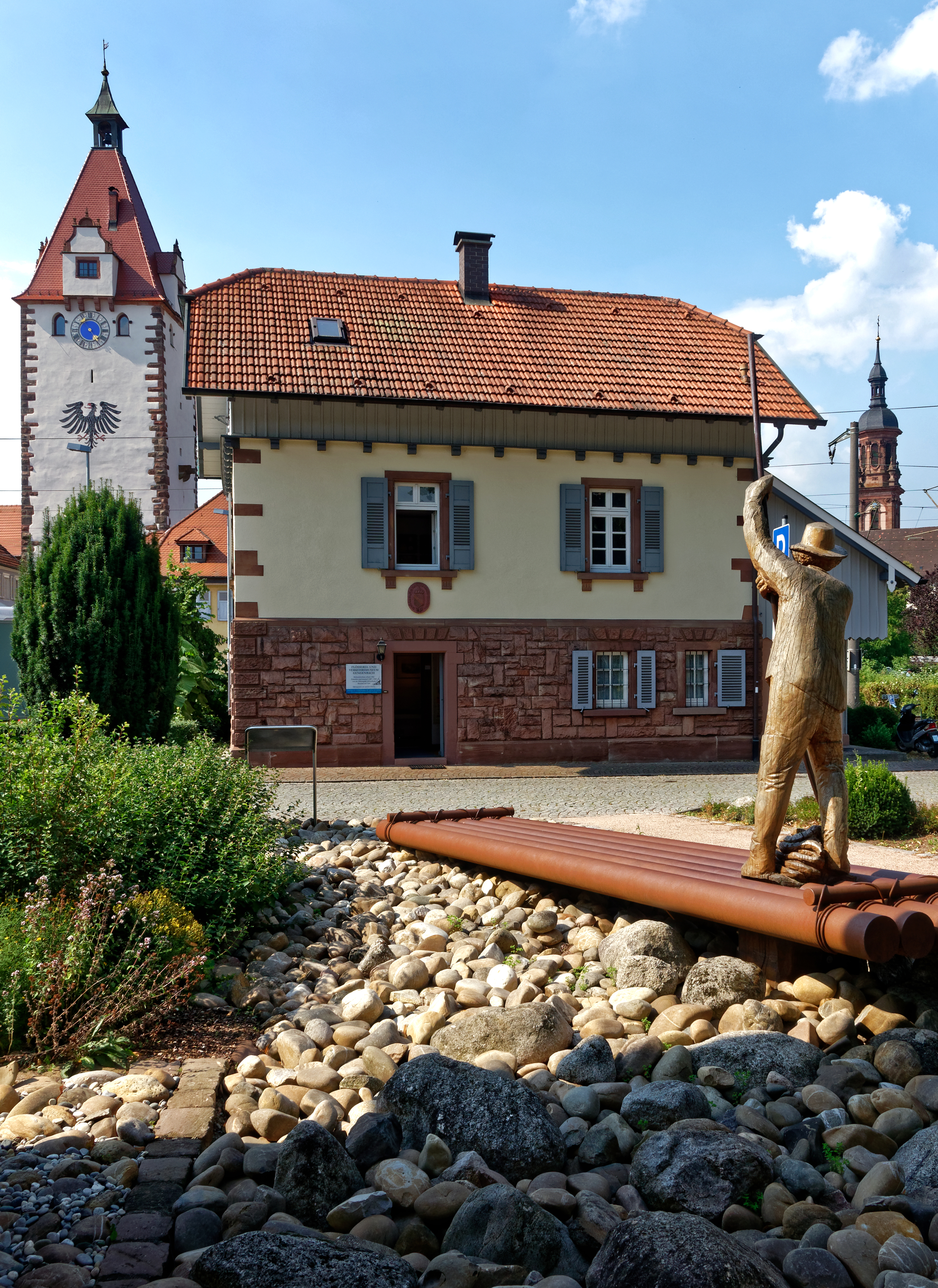
Flößermuseum im früheren Schrankenwärterhäuschen an der Schwarzwaldbahn

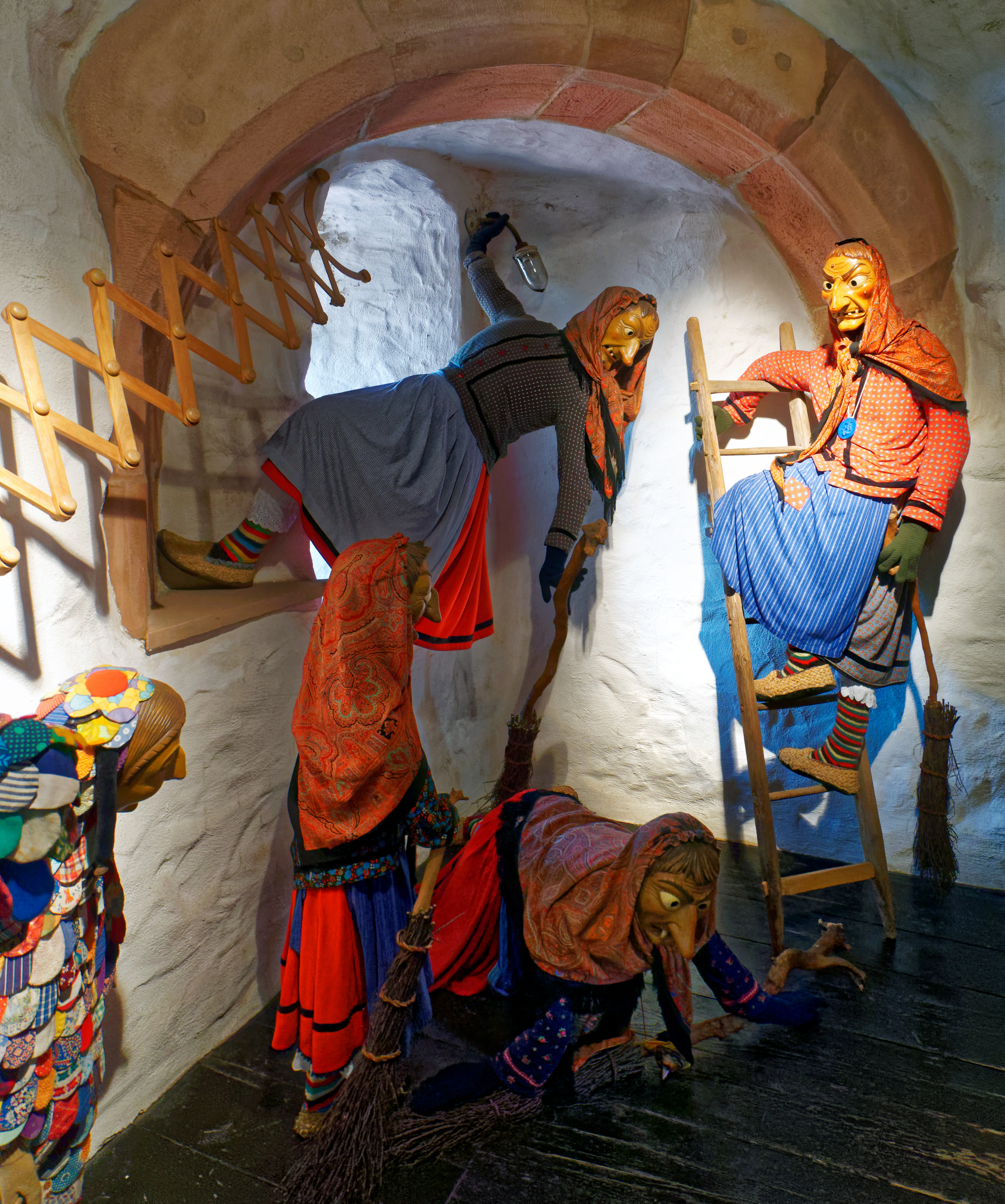
Gengenbacher Hexen im Narrenmuseum

## Kultur und Sehenswürdigkeiten
Gengenbach ist Ausgangspunkt des Schwarzwald-Querwegs Gengenbach–Alpirsbach und liegt am Kinzigtäler Jakobusweg und am Kandelhöhenweg, die jeweils an vielen Sehenswürdigkeiten vorbeiführen. Außerdem liegt Gengenbach an der Deutschen Fachwerkstraße.

### Museen
- Flößerei- und Verkehrsmuseum in einem ehemaligen 1902 erbauten Bahnwärterhaus[30]
- Museum Haus Löwenberg
- Narrenmuseum Niggelturm
- Kunst- und Paramentenmuseum im Mutterhaus der Franziskanerinnen
- Wehrgeschichtliches Museum im Kinzigtor

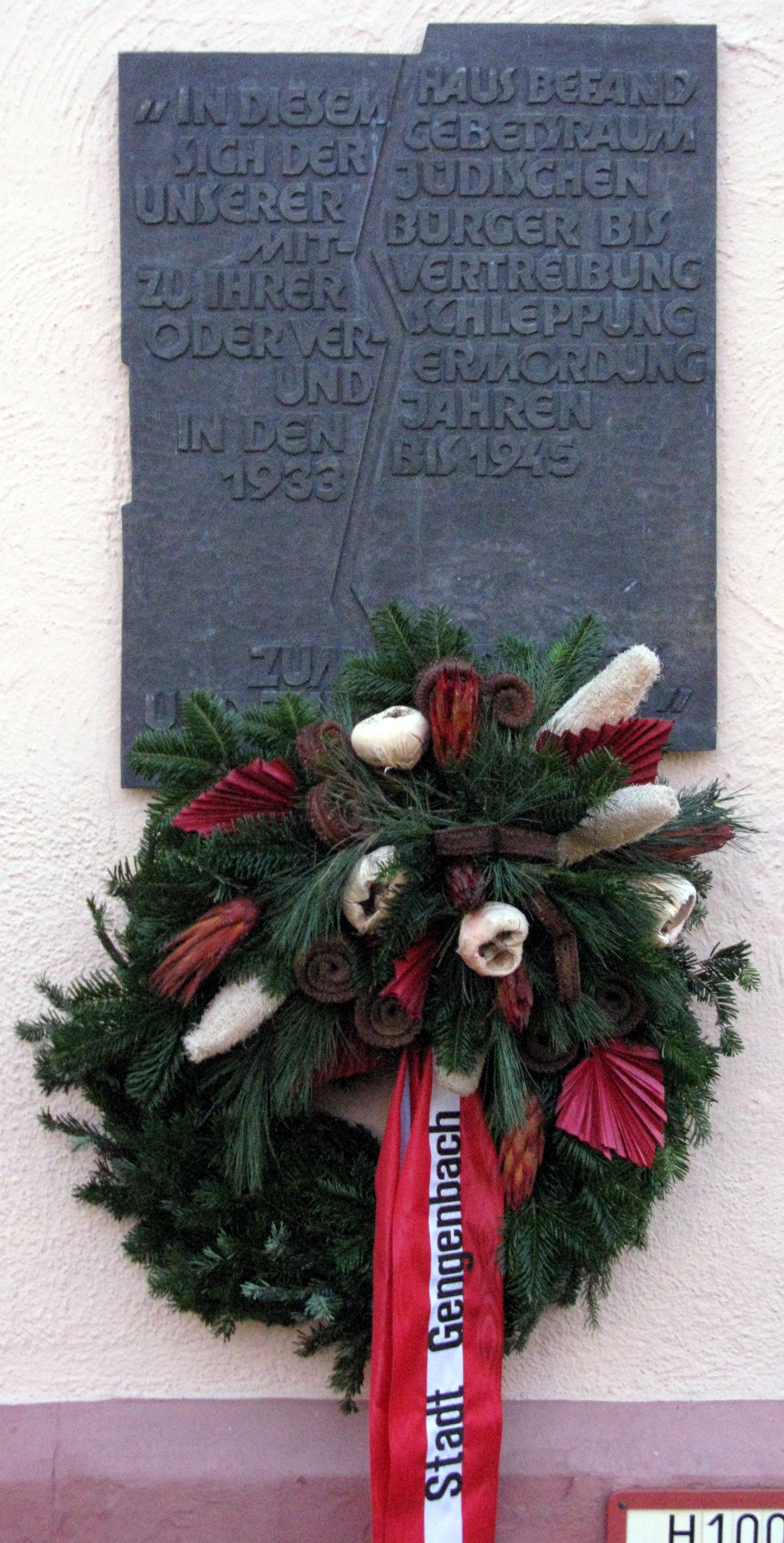
Gedenktafel für die Jüdische Gemeinde Gengenbach

### Gedenkstätten
- Am Städtischen Verkehrsamt, dem Alten Kaufhaus auf dem Marktplatz, erinnert seit 1986 eine Gedenktafel an die Jüdische Gemeinde Gengenbach, die hier bis zu ihrer Auslöschung ihre Gottesdienste hielt.[31]
- Das Hermann-Maas-Gemeindezentrum ehrt mit diesem Namen einen protestantischen Pastor, der in der NS-Diktatur zahlreiche Juden vor der Verfolgung schützte.[32]

### Religion
1525 wurde Gengenbach protestantisch, kehrte aber 1547/48 zum katholischen Glauben zurück. In der Stadt befindet sich das Mutterhaus der Franziskanerinnen vom Göttlichen Herzen Jesu, ein Orden, der in Deutschland mehrere soziale Einrichtungen betreut und in Südamerika in der Mission tätig ist.
Im Vorstadtgebiet wurde 2001 die Gengenbach-Moschee (Schwarzwald-Moschee) eröffnet, die zum Dachverband DITIB gehört. Seit der Dekanatsreform am 1. Januar 2008 gehört Gengenbach mit der Klosterkirche St. Marien und der St. Martin-Kirche zum Dekanat Offenburg-Kinzigtal und gehört zudem zu der Seelsorgeeinheit Vorderes Kinzigtal St. Pirmin. 2021 waren 52 % der Gengenbacher katholisch, 14 % protestantisch und 34 % gehörten einer anderen oder keiner Religionsgemeinschaft an.

### Bauwerke
- Gengenbach hat sich eine historische Türmesilhouette bewahrt, gebildet von zwei Kirchtürmen und fünf Türmen der einstigen Stadtbefestigung
- Die Jakobuskapelle („Bergle“) auf einer Anhöhe über der Stadt – ein im Kinzigtal weithin sichtbares Wahrzeichen Gengenbachs
- Historische Altstadt mit vielen Fachwerkhäusern
- Reste der Stadtbefestigung: Schwedenturm, Prälatenturm, Obertor, Kinzigtor und Niggelturm (14. bis 16. Jahrhundert). Der 36 m hohe Niggelturm bietet neben dem Narrenmuseum auch eine umlaufende Aussichtsgalerie.[36]
- Die Engelgasse (bis 1877 Judengasse genannt, weil dort die Gengenbacher Juden wohnten), leicht geschwungene Fachwerkgasse. Reste der Stadtmauer dienen den Häusern als Rückwand
- Stadtkirche mit bedeutenden Resten des ehemaligen Klosters Gengenbach
- Sankt Martinskirche, bis zur Aufhebung des Klosters die Pfarrkirche („Leutkirche“), im Stil ruhiger Landgotik, außerhalb der ehemaligen Befestigung gelegen
- Alte Kanzlei (1699)
- Löwenbergsches Haus
- Haus der Thurn und Taxisschen Post, erbaut im 18. Jahrhundert[37]
- Das Rathaus, erbaut 1784 von Viktor Kretz, ein Werk des Frühklassizismus in Baden (ein barocker „Nachhall“ ist noch erkennbar)
- Kauf- und Kornhaus, erbaut 1699 im Stil der Renaissance.
- Scheffelhaus, Wohnhaus von Magnus Scheffel, dem Großvater des Dichters Victor von Scheffel. Magnus Scheffel war der letzte Oberschaffner der Benediktinerabtei.
- Färberhaus, Fachwerkhaus von 1747. Es zeigt ein offenes, hervorragendes Dachgeschoss, in dem die Stoffe getrocknet wurden. Ein Teil der Stadtmauer dient wie in der Engelgasse als Rückwand, ebenfalls auch der Nachbarhäuser.
- Stadtbrunnen mit Ritterfigur (Figur 1975 durch eine Kopie ersetzt, Original von 1582 im Museum Haus Löwenberg)
- Großer Narrenbrunnen im Winzerhof von Bildhauer Friedhelm Zilly[38]
- „Tower“ (Turbinenstation): am Zusammenfluss des Reichenbachs und des Mühlbachs kurz vor der Kinzigmündung steht das erste Elektrizitätswerk des Kinzigtals, welches Gengenbach bis 1947 mit Strom versorgte. Erbauen ließ es Albert Köhler im Jahre 1900.[39]
- Kinzigtalstadion, Sportplatz mit Blick auf die Kapelle

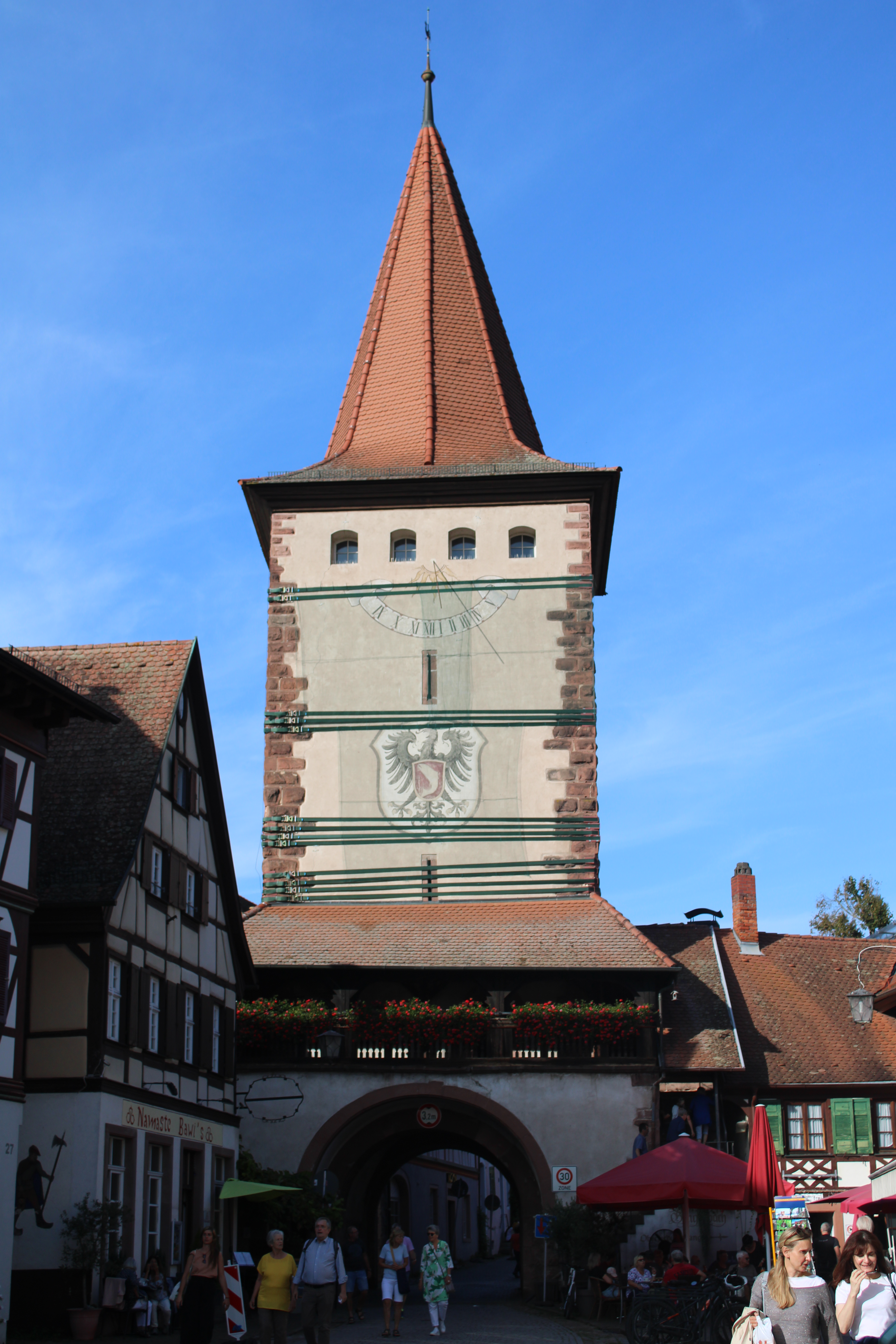
Obertor
Turm der Stadtkirche
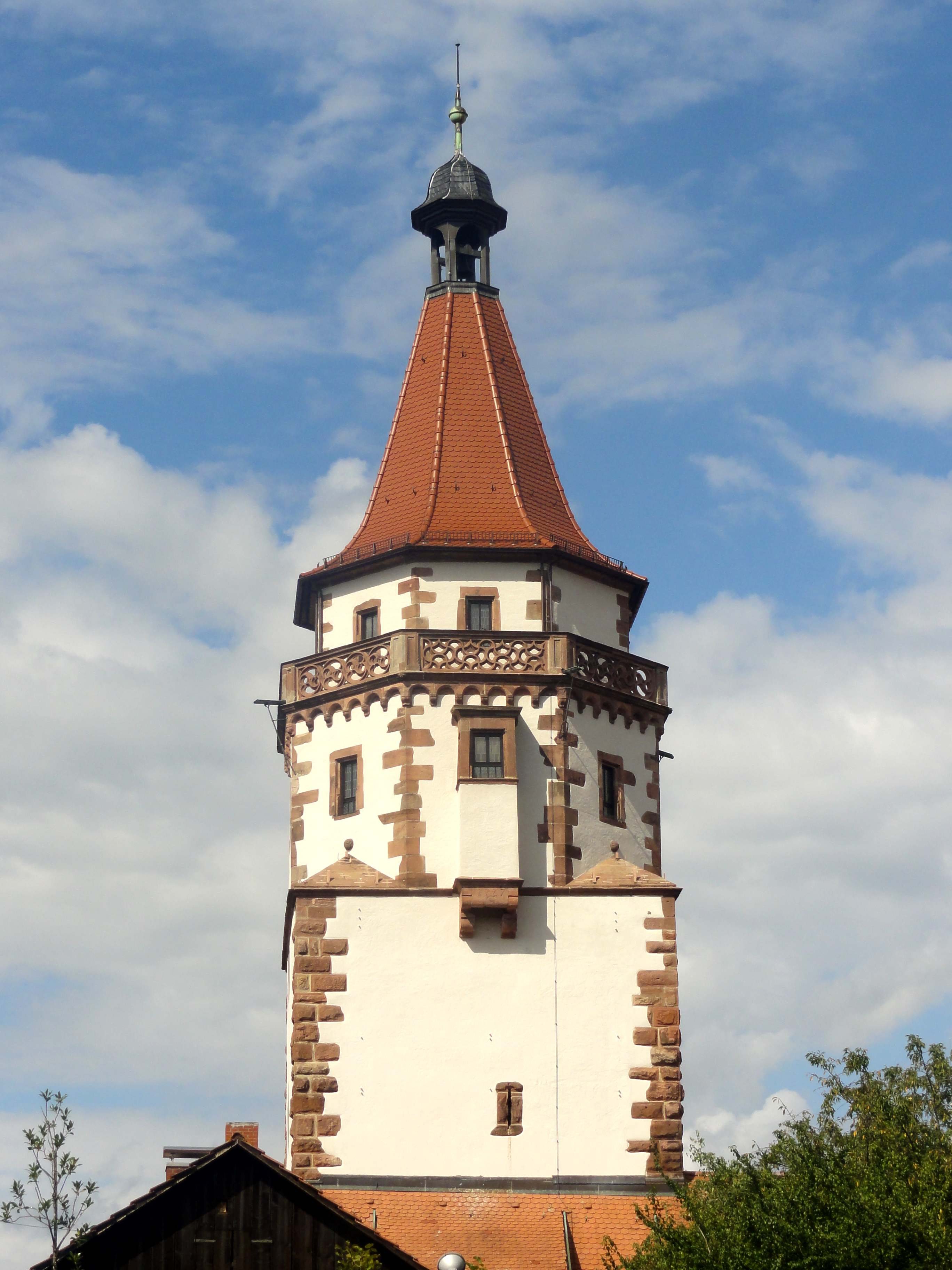
Niggelturm
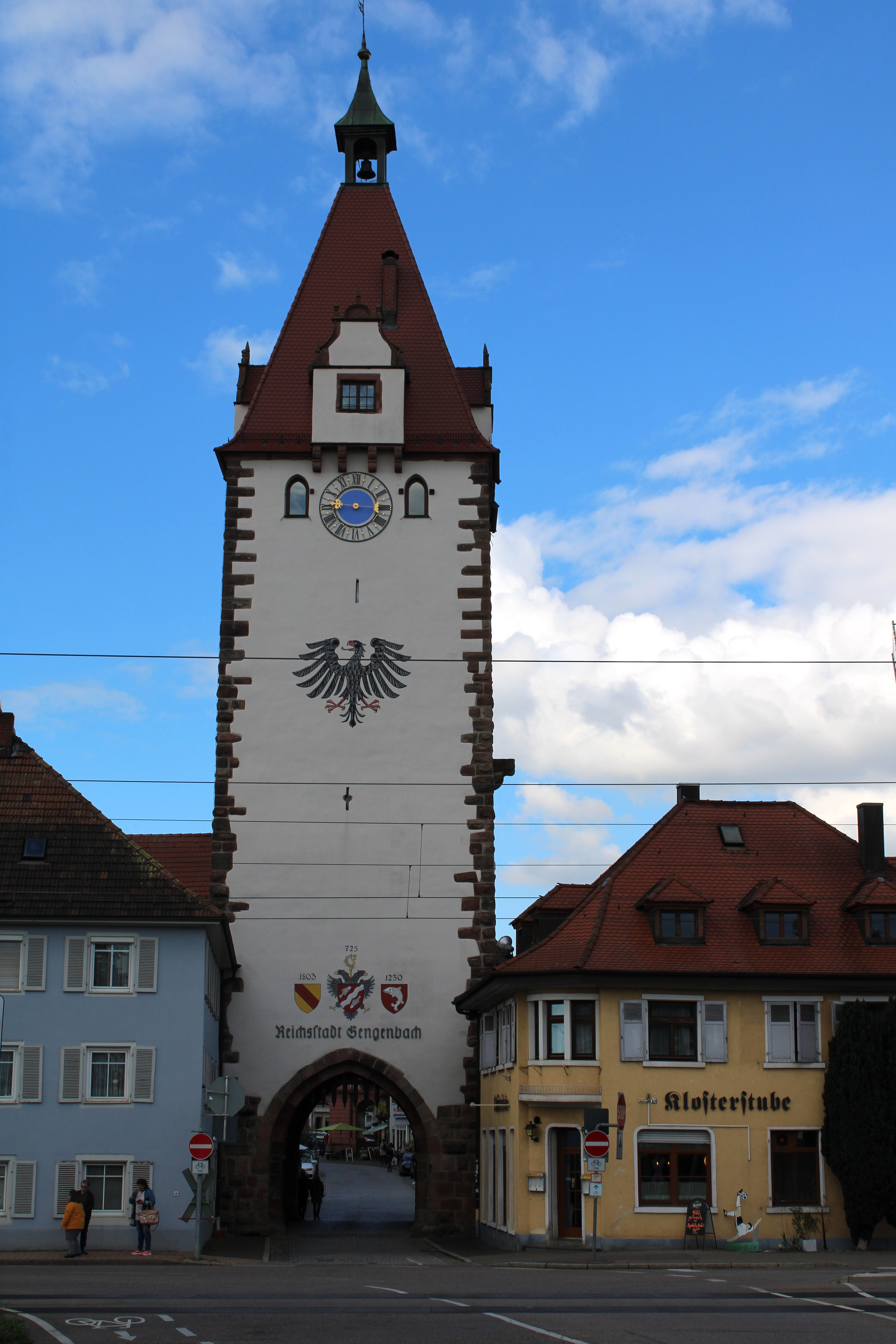
Kinzigtor

### Fasend

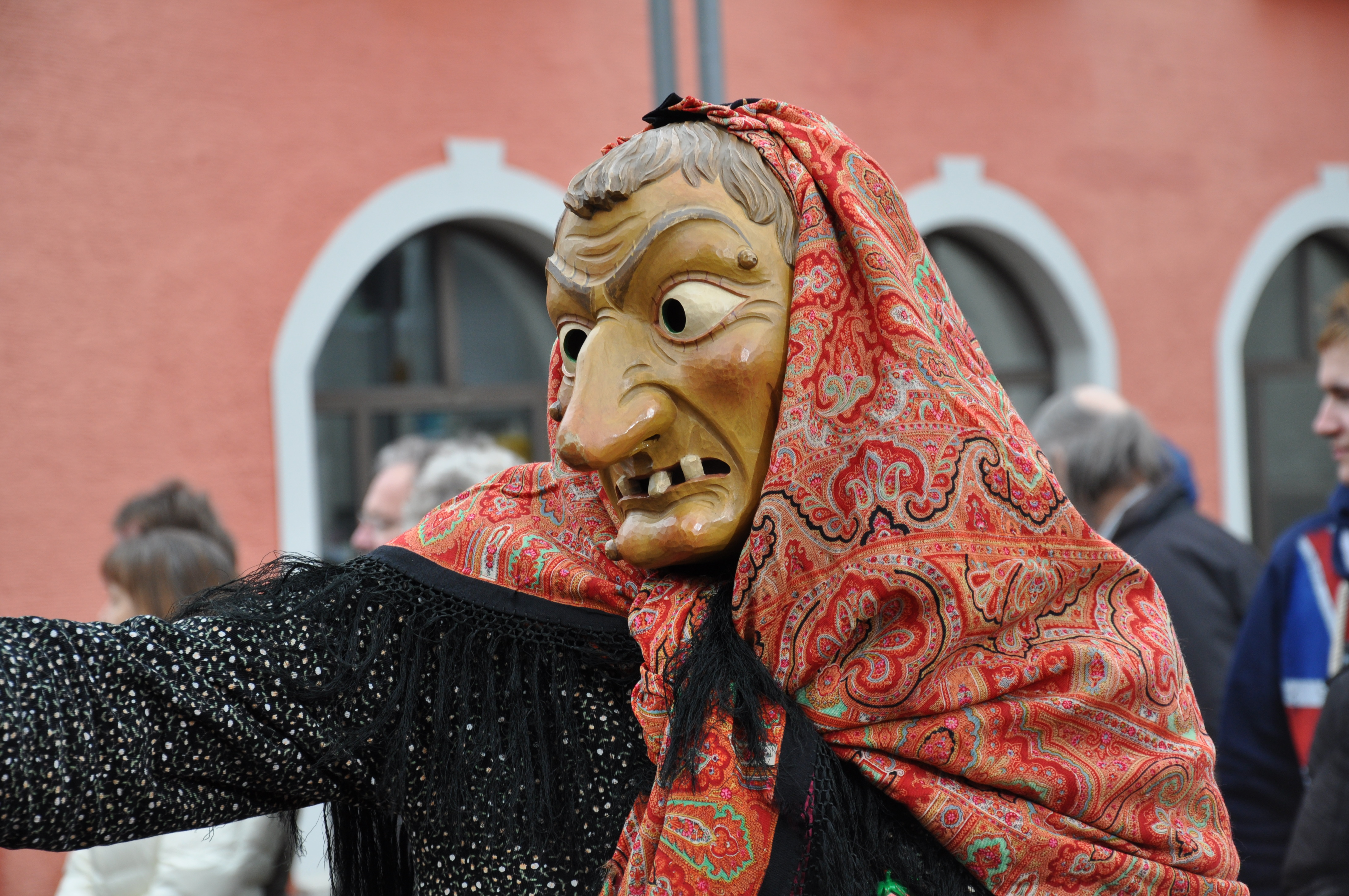
Gengenbacher Hexe

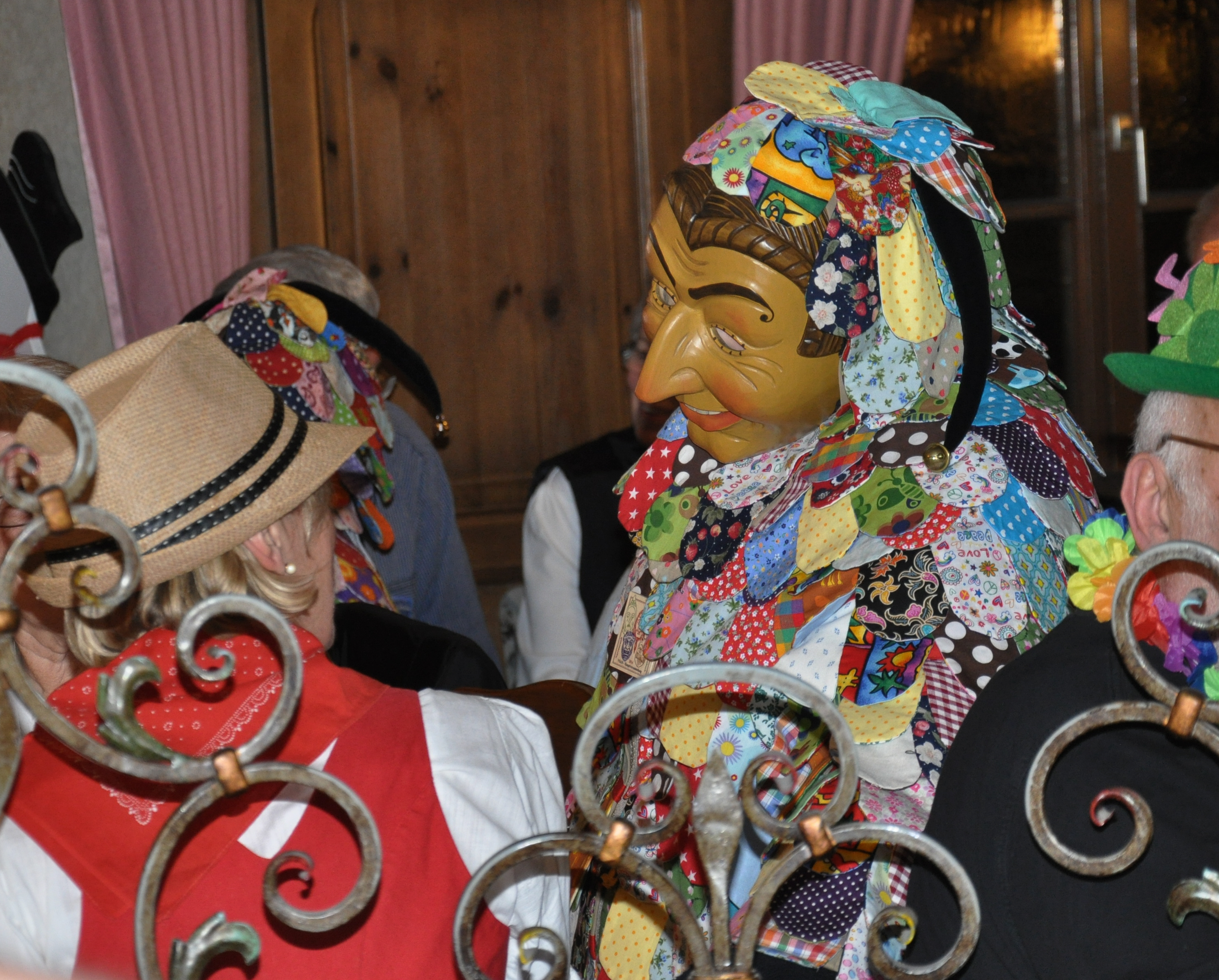
Spättlehansel beim „Schnurren“ in einem Gengenbacher Gasthaus

Gengenbach ist eine Hochburg der schwäbisch-alemannischen Fastnacht, die dort „Fasend“ genannt wird. Bereits in dem zwischen 1460 und 1480 entstandenen Gengenbacher Stadtbuch wird das Tragen von „Fastnachtskleidern“ am Aschermittwoch bei Strafe verboten. 1499 nahmen einige Gengenbacher Bürger in der Fasendzeit den größten Feuerhaken von der Stadtmauer ab, bemalten und schmückten ihn und zogen damit vermummt durch die Stadt. Bis ins 18. Jahrhundert hinein blieb die Fasend offiziell verboten. Im 19. Jahrhundert entwickelte sich schließlich ein reges Fasendbrauchtum. 1875 wird der „Fidele Narrenverein“ erstmals erwähnt, 1896 gründete sich der „Faschingsverein Humor“, der in der Folgezeit große Fasendspiele zur Aufführung brachte, beispielsweise am Fasendmontag 1897 das historische Festspiel „Die Verleihung der bürgerlichen Freiheiten und Rechte durch Kaiser Karl IV. an die Stadt Gengenbach 1347“.
Ende des 19. Jahrhunderts lässt sich auch erstmals eine maskierte Gengenbacher Hanselfigur nachweisen, die auf Fotos aus dem Jahre 1897 zu erkennen ist und eine spitze Gugelkappe trug.
1925 wurde die Narrenzunft Gengenbach e. V. 1499 gegründet, die Mitglied in der Vereinigung Schwäbisch-Alemannischer Narrenzünfte (VSAN) ist. Die Narrenzunft ist mit 1.205 Mitgliedern der größte Verein der Stadt (Stand November 2013). Die Gengenbacher Hexe wurde Mitte der 1930er Jahre eingeführt und gilt zusammen mit der Offenburger Hexe als älteste Fastnachtshexe überhaupt. 1938 gesellte sich der Spättlehansel als zweite maskentragende Figur der Hexe hinzu. Eine Zeit lang wurden beide Narrenfiguren von Frauen oder Männern verkörpert, bis 1957 im Zuge der Eintragung ins Vereinsregister die noch heutige gültige Regelung in der Vereinssatzung getroffen wurde, dass die Hexe den Männern und der Spättlehansel den Frauen vorbehalten ist. Die Hexen und Spättle ziehen insbesondere an den Abenden von Fasendsamstag und -sonntag durch die Wirtshäuser der Stadt und unterhalten Gengenbacher und Gäste mit „Schnurren und Schnaigen“. Bei diesem traditionellen Rügebrauch lesen die Maskenträger den nicht-vermummten Narren in hoher, verstellter Stimme die Leviten („schnurren“) und stehlen dann etwas vom Teller oder aus dem Glas („schnaigen“). 2014 waren in Gengenbach 180 Hexen und 162 Spättle aktiv.
Neu in die Zunft aufgenommene Hexen nehmen beim großen Umzug am Fasendsonntag als wüster Lumbehund teil, der als älteste Gengenbacher Fasendsfigur gilt und in den letzten Jahren wiederbelebt wurde. Der maskenlose Lumbehund verkörpert einen äußerst dicken Mann; Hose und Oberteil werden dazu mit Stroh ausgestopft. Einzelfiguren der Gengenbacher Narrenzunft sind der Gengenbacher Schalk und der Bott (Narrenbüttel). Zum Wecken des Schalks, der der Sage nach außerhalb der närrischen Tage im Niggelturm schläft, findet am Samstag drei Wochen vor der eigentlichen Fasend ein Hemdeglunkerumzug statt. Jungen und Mädchen nehmen als Klepperlisbuben und Klepperlismaidli an der Fasend teil. Der Name rührt von ihrem stets mitgeführten Instrument „Klepperli“, einer Art Kastagnetten. Die Zunft wird durch den Narrenrat und die Trachtengruppe der Alt-Gengenbacherinnen repräsentiert.
Weitere Gengenbacher Fasendgruppen sind die Narrenzunft Backstein und Matrazenbourg 1953 mit den Figuren Binzmatthansel und Hund, die Ewerderfler Narrengemeinschaft (aus dem Gengenbacher Oberdorf) mit ihrer Narrenfigur Rotzlöffel sowie die Narrenzunft Höllteufel 1971 im Ortsteil Reichenbach mit den Figuren Höllteufel und den Narrenräten, sowie den Einzelfiguren Moospfaff und Oberteufel, die Narrenzunft Bergwalddeifel im Ortsteil Schwaibach mit ihrer Narrenfigur Bergwalddeifel, die Narrengemeinschaft Strohhansel im Ortsteil Strohbach mit den Narrenfiguren Strohhansel, s’Unkrut und der Einzelfigur Schierewächter und die Narrenzunft Domino-Kasper mit ihrer Narrenfigur Domino-Kasper. Auch andere Vereine und Gruppen in Gegenbach veranstalten eigene Fasendsabende („Turnerfasent“, „Kolpingfasend“, „Pfarrfasend“).
Das Narrenmuseum im Niggelturm zeigt auf sieben Stockwerken Masken, Narrenkleider und Dokumente zur Geschichte der Gengenbacher Fasend.

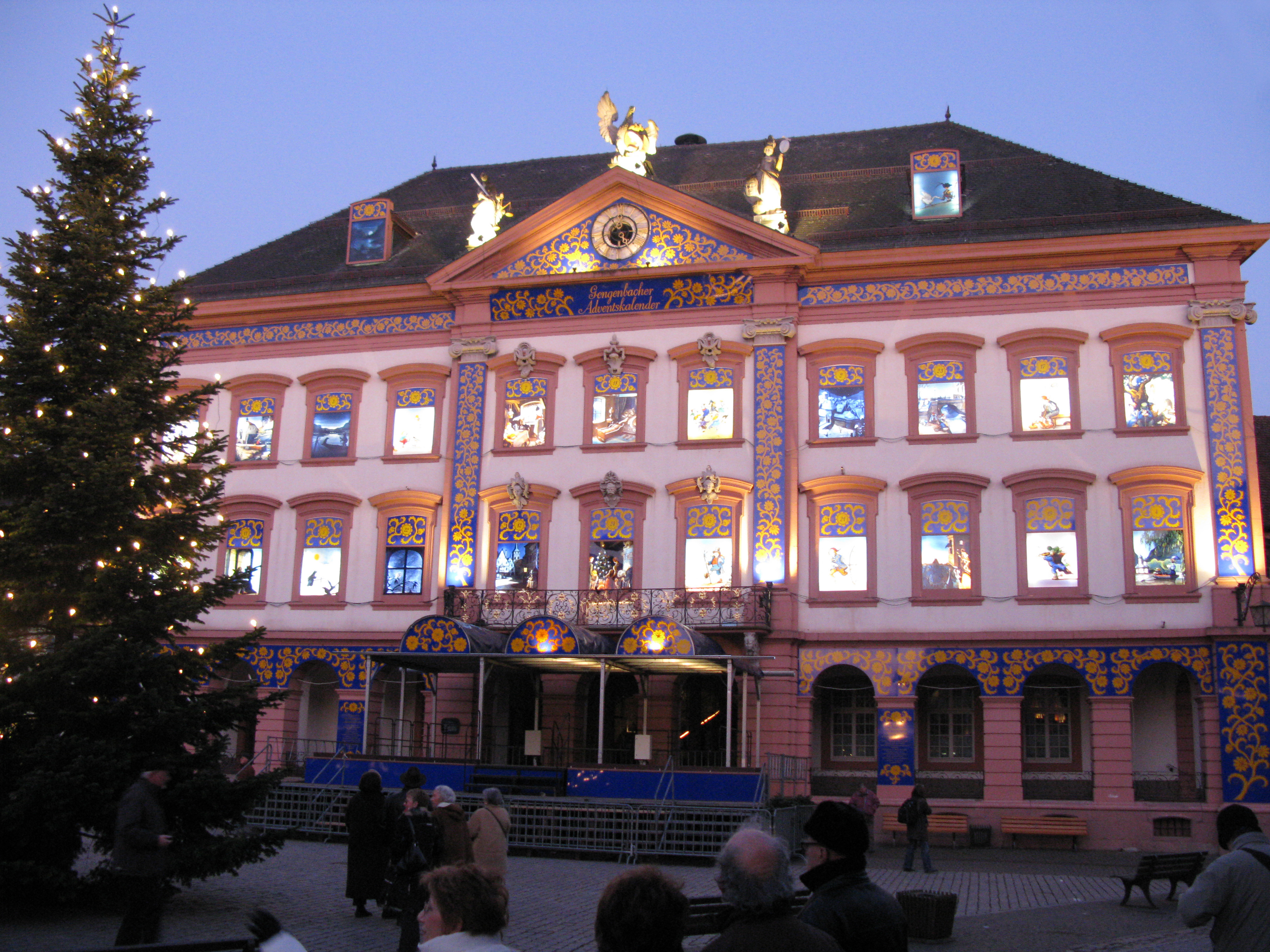
Gengenbacher Rathaus als Adventskalenderhaus

### Weitere regelmäßige Veranstaltungen
- Alljährlich verwandelt sich das Gengenbacher Rathaus im Advent zum weltgrößten „Adventskalenderhaus“.
- Alle zwei Jahre wird die Hermann-Maas-Medaille von der evangelischen Kirchengemeinde Gengenbach an Personen, Gruppen und Institutionen, die sich um die Völkerverständigung im ökumenischen Sinne verdient gemacht haben, verliehen.
- Konzertreihe in den Gengenbacher Kirchen.
- Kräuterbüschelweihe an Mariä Himmelfahrt am 15. August.[48]
- Immer am 3. Wochenende im September findet auf dem Marktplatz der Stadt das traditionelle Stadt- und Weinfest statt.
- Martinimarkt (zweitägiger Jahrmarkt) im November
- Nachtwächterrundgänge

### Vereinsleben

#### Freiwillige Feuerwehr
Die Freiwillige Feuerwehr Gengenbach setzt sich aus vier Abteilungen zusammen: Abteilung Gengenbach, Abteilung Bermersbach, Abteilung Reichenbach und die Abteilung Schwaibach, mit der jeweiligen Altersabteilung. In diesen vier Abteilung gibt es gesamt 158 Einsatzkräfte (Stand 2024). Hinzu kommen 26 Kinder und 26 Jugendliche in der 1993 gegründeten Jugendfeuerwehr und 75 Alterskammeraden. Die Kindergruppe der Jugendwehr wurde 2016 gegründet. Somit ist die Freiwillige Feuerwehr die größte städtische Einrichtung und umfasst etwa das gleiche Volumen, was die Stadt Gengenbach an Angestellten hat. Gesamtkommandant ist Felix Willmann.

#### TV Gengenbach
Bereits 1884 fasste die Turnbewegung in Gengenbach Fuß und man gründete einen Turnverein, welcher sich jedoch nur ein Jahr später wieder auflöste. Der Turnverein Gengenbach wurde am 17. März 1899 gegründet. Am Schmutzigen Donnerstag 1900 feierte man erstmals den Turnerball. Im August 1913 veranstaltete man das 10. Gauturnfest mit über 1000 Turnern und 2000 Zuschauern. Schwere Jahre für den Verein waren die Kriegsjahre. In beiden Kriegen verlor man zahlreiche Mitglieder. Im Ersten Weltkrieg fielen 25 Turner und im zweiten 27 Turner. Nach dem Zweiten Weltkrieg begann unter der Leitung von Otto Fellhauer der Neustart, doch Turnen galt in den Augen der französischen Besatzer vormilitaristische Ausbildung. Trotzdem ließ man sich nicht entmutigen und 1949 feierte man sein 50. Gründungsfest. Zum 100-jährigen Jubiläum 1999 zählte man über 1400 Mitglieder.

#### Weitere Vereine
Des Weiteren gibt es noch folgende Vereine und Gruppierungen: Aktionsteam, Arbeiterwohlfahrt, ARTist Gengenbach-Obernai, Badminton Club, Behinderten- und Rehabilitations-Sportverein, Briefmarkenfreunde, Bürgergarde, Christlicher Verein Junger Menschen, Chrom-Nickel-Kupfer Band, COSMOS, DLRG, Evangelische Kirchengemeinde, FC Ankara Gengenbach, Förderverein „Der Klingelbeutel“, Förderverein Förderschule Gengenbach, Förderverein Grundschule Gengenbach, Förderverein Haus Löwenberg, Förderverein Konzerte in Gengenbacher Kirchen, Förderverein Kunstturnen Gengenbach, Förderverein Leichtathletik Gengenbach, Förderverein Marta-Schanzenbach-Gymnasium, Förderverein Ortenau-Burundi, Förderverein St. Georg e. V. Gengenbach, Forscher/innen für die Region, Freizeitclub Gengenbach, Freizeitfreunde Gengenbach, Freundes- und Förderverein Haus Bethanien, Gengenbacher Adventskalender e. V., Gengenbacher Bauernmarkt e. V., Gewerbe- und Handwerkerverein, Harmonika-Spielring, Historischer Verein Gengenbach, Imkerverein, Initiative Fairer Handel, Islamischer Verein, Jagdhornbläsergruppe Hegering, Katholische Kirchengemeinde Vorderes Kinzigtal St. Pirmin, Katholischer Kirchenchor St. Marien, medivita e. V. Gengenbach Verein für Gesundheitssport und Sportrehabilitation, NaturFreunde, Ökumenische Sozialstation St. Martin Gengebach-Hohberg, Ortenauer Förderverein „Hilfe für Menschen“, Pfadfinder, Reit- und Fahrverein, Roadrunners Südbaden, Schwarzwaldverein, Seniorenhilfe Plus, Seniorenkreis St. Marien, Sozialverband VdK, Spoleto, Sportschützenverein, Stadtkapelle, Stiftung Flößerei- und Verkehrsmuseum, Taekwondo Ates, TC Rot-Weiß, Theaterverein Martas Mimen, Tischtennis-Club, Türkischer-Elternbeirat, Verein der Hundefreunde, Vereinigung der Freunde und Förderer der Fachschule für Sozialpädagogik und die Weinmanufaktur Gengenbach-Offenburg eG.
Siehe auch Vereine in Bermersbach, Reichenbach und Schwaibach

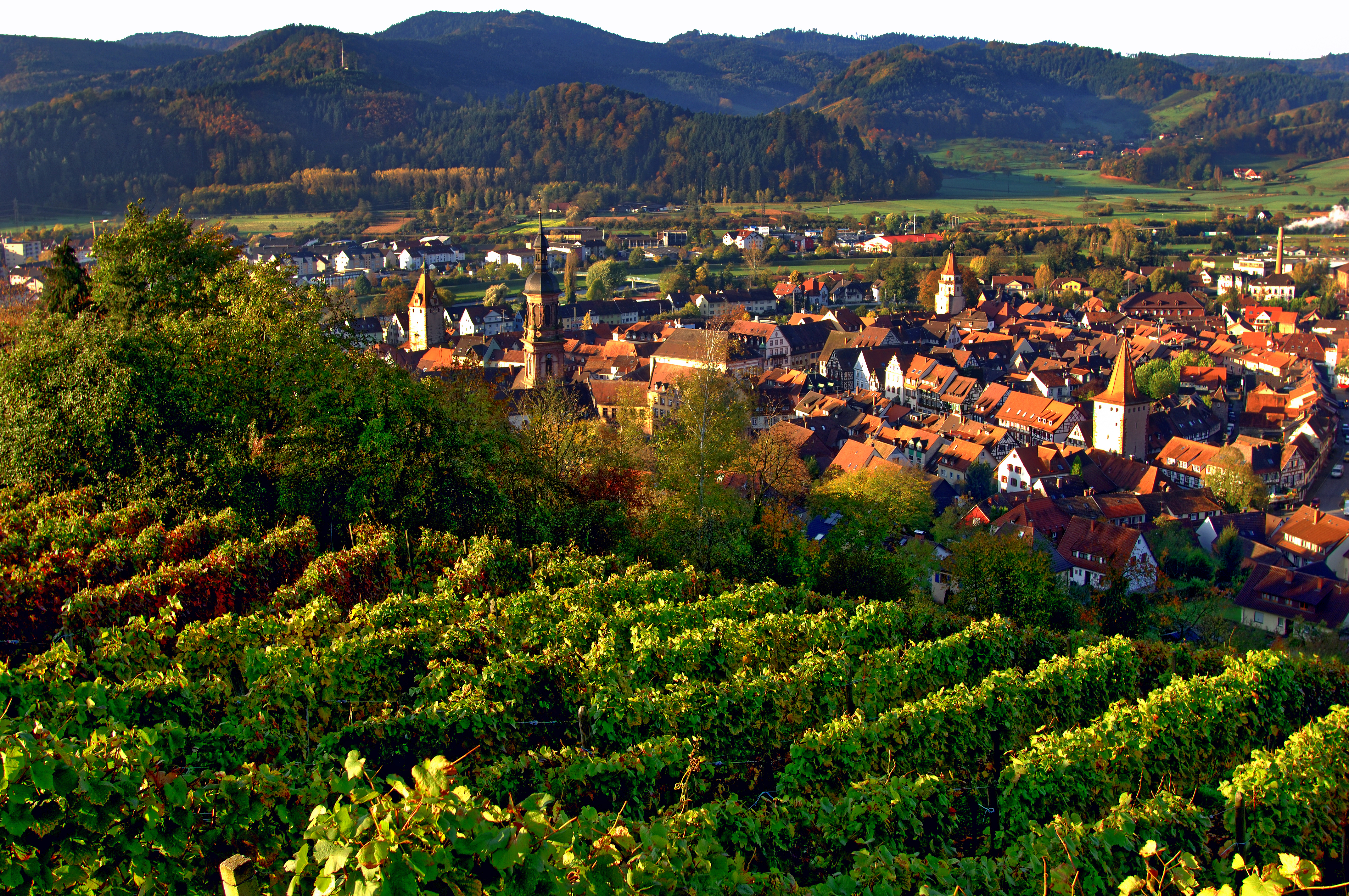
Weinort Gengenbach

## Wirtschaft und Infrastruktur
Gengenbach ist ein Weinbauort. Die Lagen gehören zur Weinbauregion Ortenau im Weinbaugebiet Baden. An Rebsorten werden u. a. angebaut: Spätburgunder, Müller-Thurgau, Riesling (Klingelberger), Ruländer (Grauer Burgunder).
Bekannt ist auch die Psychosomatische Fachklinik Celenus Klinik Kinzigtal. Der Standort Gengenbach des Ortenau-Klinikums mit zuletzt orthopädischen, internistischen und anästhesiologischen Abteilungen wurde im Dezember 2018 vollständig eingestellt. Von 1951 bis 2012 war vor Ort der Polstermöbelhersteller Hukla aktiv, der mit zeitweilig 2500 Mitarbeitern am Standort der größte Arbeitgeber des Ortes war.

### Verkehr

#### Bahnverkehr
Durch die Schwarzwaldbahn (Offenburg–Singen (Hohentwiel)) ist Gengenbach an das überregionale Schienennetz angebunden. Sowohl Züge der Deutschen Bahn als auch der SWEG fahren den Bahnhof Gengenbach an.

#### Radverkehr
Durch eine Alltagsroute aus dem Radnetz Baden-Württemberg ist Gengenbach über Ohlsbach und Ortenberg mit Offenburg und über Biberach (Baden) und Steinach mit Haslach im Kinzigtal verbunden.
Durch Gengenbach verlaufen zwei Landes-Radfernwege: 
- Der Badische Weinradweg[54] führt von Grenzach-Wyhlen am Hochrhein nach Laudenbach im Norden Baden-Württembergs, dabei werden sieben der neun badischen Weinanbaugebiete untereinander verbunden. Die Route verläuft aus Friesenheim über Zunsweier kommend in einer Schleife durch Gengenbach und weiter nach Ortenberg. Von dort aus führt der Weg oberhalb der Offenburger Stadtteile Fessenbach und Zell-Weierbach weiter.
- Der Naturpark-Radweg Schwarzwald Mitte/Nord führt rund um selbigen Naturpark. Er verläuft dabei von Freudenstadt über Haslach durch das Kinzigtal (Kinzigtalradweg) nach Gengenbach und über Zunsweier und Elgersweier nach Offenburg.

#### Fernstraßen
Es bestehen drei Auf- bzw. Abfahrten für die Bundesstraße 33 Richtung Offenburg (seit 2017 vierspurig ausgebaut) und Konstanz.

### Medien
Die historische Altstadt war Drehort für mehrere Fernsehserien und Kinofilme:
- Die Powenzbande[55][56]
- Die Schwarzwaldklinik[57]
- Charlie und die Schokoladenfabrik[58]
- 25 km/h[59]
- Täterätää! – Die Kirche bleibt im Dorf 2[60]
- Weihnachten mit dem Bundespräsidenten[61]
- Der Fluch des Kuckucks[62]

### Justiz
Das Amtsgericht Gengenbach gehört zum Landgerichtsbezirk Offenburg und zum Oberlandesgerichtsbezirk Karlsruhe.

### Bildung
Die Hochschule Offenburg unterhält in der Stadt den Campus Gengenbach mit der Fakultät Betriebswirtschaft und Wirtschaftsingenieurwesen (B+W) mit verschiedenen Studienschwerpunkten. Der Campus besteht aus dem ehemaligen Benediktinerkloster Gengenbach und dem im Oktober 2013 eingeweihten Bildungscampus, der teilweise auch vom Erhard-Schrempp-Schulzentrum genutzt wird.
Das Gymnasium Gengenbach geht in seiner Tradition auf die 1895 gegründete „erweiterte Bürgerschule“ zurück. Seit Oktober 2005 trägt es den Namen „Marta-Schanzenbach-Gymnasium“. Außerdem bestehen eine Haupt- und Realschule, mehrere Grundschulen und eine Förderschule.
Seit 2019 befindet sich auf dem Gelände des Schulzentrums das Schülerforschungszentrum Xenoplex sowie eine neue Mensa und Bibliothek.
Daneben gibt es fünf Kindergärten, die katholische Fachschule für Sozialpädagogik, das Forstliche Ausbildungszentrum Mattenhof und das Waldschulheim, der „Höllhof“.

### Tourismus
Gengenbach ist auf Grund seiner Lage im Kinzigtal und seiner Altstadt ein touristischer Anziehungspunkt. Außerdem befindet sich hier der touristische Stützpunkt der Ferienlandschaft Mittlerer Schwarzwald Gengenbach/Harmersbachtal. Zu dieser Region gehören neben Gengenbach die Orte Berghaupten, Biberach, Nordrach, Oberharmersbach und Zell.

## Persönlichkeiten

### Ehrenbürger von Gengenbach
- Johann von Löwenberg (1807–1858); Freiherr, k. k. österreichischer Rittmeister[65]
- Theodor Burger (1827–1911); Pfarrer der Stadt Gengenbach[66]
- August Herb (1862–1921); Bürgermeister, Gerbermeister
- Ignaz Blöder (1864–1951); Stadtpfarrer Gengenbach 1914–1935
- Franz Hasselbach (1878–1957); Oberlehrer
- Otto Ernst Sutter (1884–1970); Schriftsteller
- Marta Schanzenbach (1907–1997); Politikerin (SPD), MdB 1949–1972, Fürsorgerin, AWO
- Helmut Eberwein (1913–2002); Geistlicher Rat, Dekan, 1964–1989 Pfarrer an St. Marien (Klosterkirche), 1989 zum Ehrenbürger ernannt
- Wolfdieter Huy (1917–2003); Ritterkreuzträger; am 5. September 1941 zum „Ehrengast“[67] der Stadt Gengenbach ernannt

### Ehrenbürger des Ortsteils Bermersbach
- Franz Malzacher (1855–1929); Hauptlehrer in Bermersbach-Fußbach, am 2. Mai 1922 zum Ehrenbürger ernannt
- Karl Herbst (1856–1923); Hauptlehrer in Bermersbach-Strohbach, am 2. Mai 1922 zum Ehrenbürger ernannt
- Franz Hasselbacher (1932–1949), Oberlehrer in Fußbach

### Söhne und Töchter der Stadt

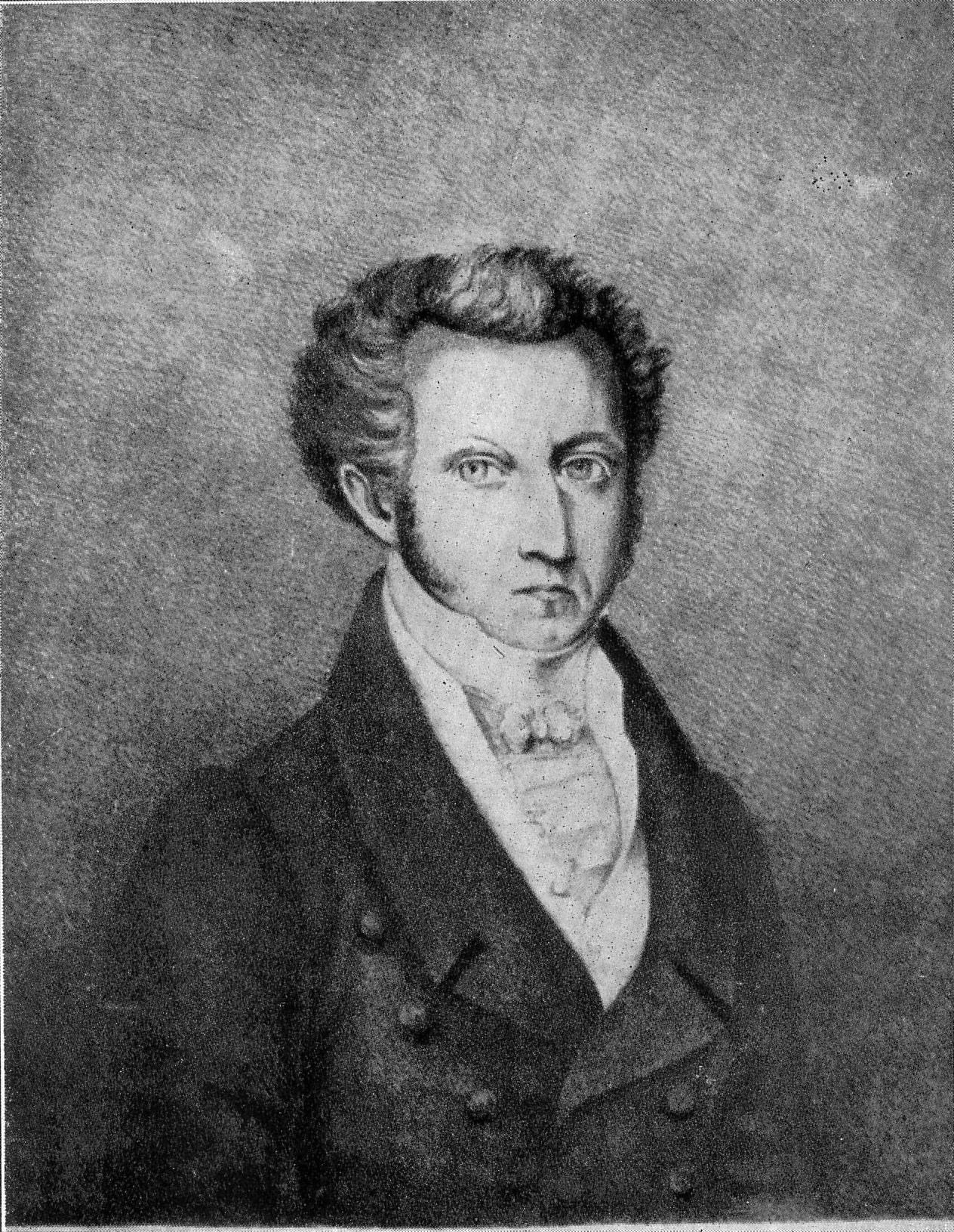
Karl Joseph Beck

- Heinrich von Gengenbach, Baumeister, erbaute 1406 das Rathaus in Bern (Schweiz)[68]
- Blasius Bender (1672–1727), Abt des Klosters St. Blasien
- Augustin Dornblüth[69] (1691–1775), Benediktinermönch, Gegner Gottscheds und Streiter für eine süddeutsche Schriftsprache
- Paulus Seeger OSB (1691–1743), Abt der Reichsabtei Gengenbach (1726–42)
- Blasius Kolumban von Bender (1713–1798), österreichischer Feldmarschall
- Friedrich Alois Quintenz (1774–1822), Benediktinermönch, Erfinder der Dezimalwaage
- Karl Joseph Beck (1794–1838), Prorektor der Universität Freiburg, Chirurg und Augenarzt
- Carl Isenmann (1837–1889), Komponist[70]
- Papa Benz (1863–1928), Opernsänger (Tenor), Gastwirt, Kabarettdirektor und Bohèmevater
- Hermann Maas (1877–1970), evangelischer Pastor
- Hans Albert Ebbecke (1893–1973), Literaturwissenschaftler, Sänger, Unterhaltungskünstler[71]
- Marta Schanzenbach (1907–1997), Politikerin (SPD), MdB, Ehrenbürgerin von Gengenbach
- Erhard Schrempp (1910–1971), Politiker (CDU) und Landtagsabgeordneter
- Eva Mendelsson (* 1931), jüdische Zeitzeugin der Judenverfolgung
- Frieder Burda (1936–2019), Verleger und Kunstsammler
- Ursula Valentin (* 1936), Schriftstellerin
- Amand Fäßler (* 1938), Theoretischer Physiker und Hochschullehrer
- Barbara Leisgen (1940–2017), Fotografin
- Otto Lohmüller (* 1943), Maler, Bildhauer und Autor von Pfadfinder-Abenteuerbüchern
- Helmut Dorner (* 1952), Maler
- Thomas Krause (* 1953), Nuklearmediziner und Hochschullehrer
- Claus-Dieter Föhrenbach (* 1955), Leichtathlet
- Ruth Wohlschlegel (1955–2024), Schauspielerin
- Bernd Diener (* 1959), Motorrad-Bahnrennfahrer
- Katia Fox (* 1964), Autorin
- Almut Schnerring (* 1970), Sprecherzieherin, Hörfunk-Journalistin und Autorin
- Sara Brucker (* 1974), Ärztin und Gynäkologin
- Nicolá Melissian (* 1977), Schauspielerin, Sängerin und Synchronsprecherin
- Gerrit Bartsch (* 1989), Handballspieler und -trainer
- Michael Müller (* 1989), Fußballtorwart
- Frauke Berger (* 1991), Comiczeichnerin und Illustratorin
- Patrick Lienhard (* 1992), Fußballspieler
- Leonard Küßner (* 1993), Musiker und Komponist
- Adel Mohsin (* 1994), Pianist
- Andreas Volk (* 1996), Fußballspieler
- Leah Grießer (* 1998), Kunstturnerin
- Frederik Simak (* 1998), Handballspieler

### Träger des Bundesverdienstkreuzes

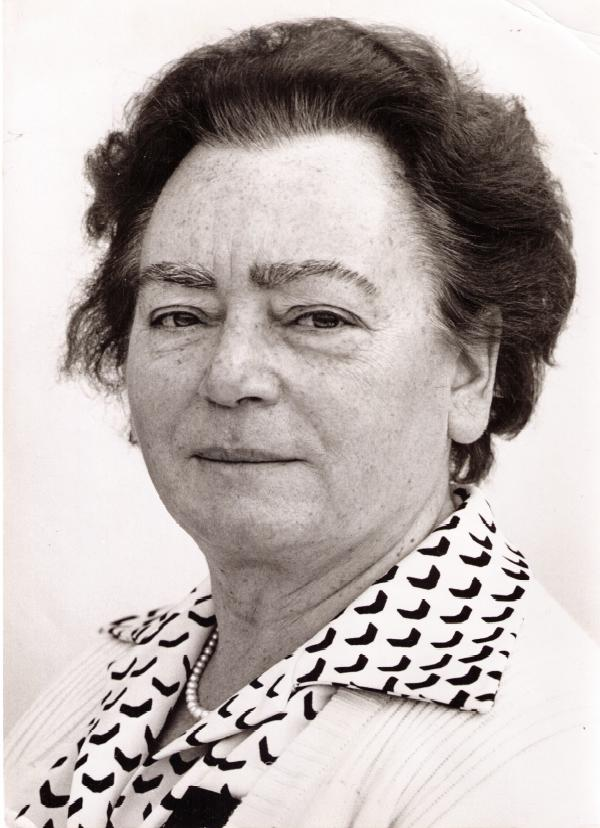
Marta Schanzenbach

- Annemarie Renner (1896–1983), Dozentin für Soziologie und politische Bildung an der pädagogischen Akademie in Gengenbach
- 1957, 1971: Dr. Albert Schmidt (Facharzt für Nervenkrankheiten)[72]
- 1963, 1969, 1972: Marta Schanzenbach (SPD-Politikerin)
- 1969: Elfriede Lang (langjährige Pflege ihres Mannes)
- 1969: Oskar Schimpf (Engagement für den Schwarzwaldverein)[73]
- 1981: Günther Junk (Unternehmer; langjähriger Gemeinderat)
- 1981: Arthur Faißt (Betriebsaufseher; langjähriger Gemeinderat, SPD-Ortsvereinsvorsitzender, Betriebsratsvorsitzender)[74]
- 1981: Charlotte Vorbeck Holz (Leiterin der Fremdsprachenschule in Gengenbach)[75]
- 1983: Theodor Claassen (Forstdirektor)[76]
- 1985: Heinz Hempel (stellvertr. Bürgermeister)
- 1985: Reinhold Späth (Ortsvorsteher Reichenbach)
- 1987: Margarete Länger (langjährige Pflege ihrer schwerbehinderten Tochter)
- 1987: Albert Suhm (langjähriger Gemeinderat)
- 1988: Julius Roschach (langjähriger Gemeinderat, Heimatforscher)
- 1988: Max Suhm (Unternehmer)[77]
- 1990: Egon Kipper (langjähriger ev. Kirchengemeinderat)
- 2001: Hubert Boden (langjähriger Gemeinderat)
- 2001: Ewald Lohrmann (langjähriger Gemeinderat und Reichenbacher Ortschaftsrat)
- 2001: Dieter Dorner (Forstamtsrat)[78]
- 2005: Ingeborg Schäuble
- 2005: Maria Vollmer (1974 bis 1999 Gemeinderätin, 15 Jahre stellvertretende Bürgermeisterin)[79]
- 2006: Maria Gebharda Frank (Ordensschwester)[80]
- 2007: Ernst Discher (langjähriger Gemeinderat)
- 2008: Barbara End (Leitung Museum Haus Löwenberg)
- 2008: Reinhard End (Leitung Museum Haus Löwenberg)
- 2009: Rita Böhm (soziales Engagement für Mitbürger)
- 2015: Gerda Bohnert (langjährige Gemeinderätin, soziales Engagement)[81]
- 2025: Sara Brucker

### Weitere Persönlichkeiten
- Hl. Pirminius (≈670–753), Gründer des Klosters Gengenbach
- Pamphilus Gengenbach (≈1480–1524/25), Sohn des aus Gengenbach stammenden Druckers Ulrich[82]
- Franz von Mercy (1597–1645), bedeutender Heerführer des Dreißigjährigen Kriegs (Tuttlingen, Mergentheim, Alerheim), besaß in Gengenbach ein Haus und heiratete dort M. von Schauenburg
- Franz Xaver Mezler (1756–1812), Mediziner, 1784–87 Stadtarzt von Gengenbach
- Johann Knauth (1864–1924), Architekt, starb in Gengenbach
- Joseph Belli (1849–1927), Organisator der sozialdemokratischen Literaturverteilung und Schriftsteller, lebte von 1919 bis zu seinem Tode in Gengenbach; Vater von Else Belli, die mit Kurt Eisner verheiratet war
- Emil Schmitt (1858–1947), Volkskundler, Sprachwissenschaftler und Geheimer Hofrat; verbrachte seinen Lebensabend in Gengenbach
- Augustin Kast (1876–1950), Pfarrer, Historiker; schrieb zahlreiche Aufsätze zur Gengenbacher Geschichte (zusammengestellt in vier Bänden durch August Glatz)
- Else Eisner (Witwe von Kurt Eisner (USPD) (1887–1940), erster Ministerpräsident des von ihm 1918 ausgerufenen „Freistaates“, der bayerischen Republik), Tochter von Joseph Belli, lebte ab 1919 bis zur Flucht mit zwei Töchtern in Gengenbach[83]
- Friedrich Maier (1894–1960), Mitglied der Parlamentarischen Versammlung und Bundestagsmitglied für die SPD, Rektor der Gengenbacher Volksschule
- Max Rieger (1904–1989), Fußballspieler; lebte bis zu seinem Tod im Jahre 1989 in Gengenbach
- Eugen Klaussner (1906–1989), Gründer der Möbelfirma Hukla, zog mit Hukla von Haslach nach Gengenbach
- Emil Joseph Diemer (1908–1990), Schachspieler, lebte seit 1964 im Kreispflegeheim in Gengenbach-Fußbach
- Schwester Marziana (Theresia Hermann, * 1913 in Tennenbronn; † in Gengenbach), Ordensschwester, 1939–1989 Krankenschwester und medizinisch-technische Assistentin in der Gengenbacher Stadtklinik St. Martin, 1988 ausgezeichnet mit der Verdienstmedaille des Landes Baden-Württemberg
- Wolfgang Schäuble (1942–2023), CDU-Politiker und Bundesfinanzminister; lebte bis Anfang 2011 in Gengenbach
- Hans-Jürgen Klaussner (1942–2024), Inhaber der Möbelfirma Hukla, zog mit Hukla von Haslach nach Gengenbach[84][85]
- Albrecht Rissler (* 1944), Zeichner, studierte am Pädagogischen Fachseminar in Gengenbach und schuf in dieser Zeit Zeichnungen der Stadt Gengenbach[86]
- Wolfgang Jost (* 1959), Prof. der Neurologie, Wissenschaftler; lebt in Gengenbach
- Stefan Feld (* 1970), Spieleautor, lebt in Gengenbach, Direktor des Marta-Schanzenbach-Gymnasiums
- Christian Würtz (* 1971), Weihbischof des Erzbistums Freiburg, 2010 bis 2018 Pfarradministrator und später Pfarrer der Seelsorgeeinheit Vorderes Kinzigtal
- Anna Hahner (* 1989), Langstreckenläuferin, Wohn- und Trainingsort für Wettkampfvorbereitung gemeinsam mit Zwillingsschwester Lisa[87]
- Lisa Hahner (* 1989), Langstreckenläuferin, Wohn- und Trainingsort für Wettkampfvorbereitung gemeinsam mit Zwillingsschwester Anna[87]